# Billie Eilish
Billie Eilish (prononcé : [ˈbɪli ˈaɪlɪʃ]), née le 18 décembre 2001 à Los Angeles, est une auteure-compositrice-interprète et actrice américaine.
Son premier titre, Ocean Eyes (écrit par elle et son frère Finneas O'Connell), sorti en mars 2016, rencontre un franc succès, totalisant près de 87 millions d'écoutes durant le mois de juillet 2016. Son premier EP, Don't Smile at Me, est publié en août 2017. Deux mois plus tard, à la suite du succès de celui-ci, Apple fait de Billie Eilish sa nouvelle artiste Apple Music Up next.
En mars 2018, Billie Eilish annonce la création de sa marque de vêtements, Blohsh.
En mars 2019, paraît son premier album, When We All Fall Asleep, Where Do We Go?, composé et produit avec son frère. Il se classe no 1 du Billboard 200 américain et enregistre sur les plateformes d'écoute le troisième plus grand nombre de diffusions en continu pour un album d'une artiste féminine (équivalentes à 313 000 unités vendues), en sus de 170 000 ventes d'albums « physiques ». Il se classe aussi à la première place au Royaume-Uni, au Canada et en Australie. L'album comporte les quatre singles suivants : When the Party's Over, Bury a Friend, Wish You Were Gay et Bad Guy, ce dernier titre atteignant la première place du Billboard Hot 100.
Billie Eilish et Finneas O'Connell remportent chacun cinq prix pour ce premier album lors des Grammy Awards 2020, dont les quatre principaux : Grammy Award du meilleur nouvel artiste, de l'album de l'année (devenant la plus jeune lauréate de l’histoire) ainsi que de la chanson de l'année et de l'enregistrement de l'année pour le single Bad Guy. La RIAA comptabilise huit singles d'or et vingt-deux de platine pour Billie Eilish en décembre 2020. Elle a en outre été la première musicienne née au XXIe siècle à se placer en tête du Billboard Hot 100, ainsi que la plus jeune chanteuse figurant en tête de ce classement en dix ans, depuis Demi Lovato. Début 2020, Billie Eilish est choisie pour composer et interpréter la chanson homonyme du nouveau film de James Bond, No Time to Die (Mourir peut attendre), qui sort le 28 septembre 2021. Lors des Grammy Awards 2021, Billie Eilish et Finneas O'Connell gagnent à nouveau le trophée de l'enregistrement de l'année pour le single Everything I Wanted et celui de la meilleure chanson écrite pour un média visuel avec No Time to Die.
Le documentaire intitulé Billie Eilish: The World's a Little Blurry, diffusé le 26 février 2021, retrace son parcours. Son deuxième album, Happier Than Ever, précédé par la sortie de cinq singles, est publié le 30 juillet 2021 et se place aussitôt à la première place du Billboard 200. En octobre 2021, Billie Eilish annonce la sortie de son parfum, qui est végan. L'association PETA la nomme personnalité de l'année en décembre 2021.
En mars 2022, Billie Eilish et Finneas O'Connell remportent l'Oscar de la meilleure chanson originale pour No Time to Die. En mars 2024, elle remporte, à nouveau avec Finneas O'Connell, ce même Oscar pour What Was I Made For? du film Barbie. Son troisième album, Hit Me Hard And Soft, qui ne comporte aucun single prédéfini, paraît le 17 mai 2024. Le plus gros succès qui en est issu est la chanson Birds of a Feather. La chanteuse, l'album et la chanson triomphent aux American Music Awards 2025.
La carrière de Billie Eilish se distingue par un engagement important pour des causes sociales et politiques telles que l'égalité des genres, les droits reproductifs, le bien-être animal, la lutte contre le changement climatique, le racisme et le trumpisme.

## Biographie

### Famille et enfance

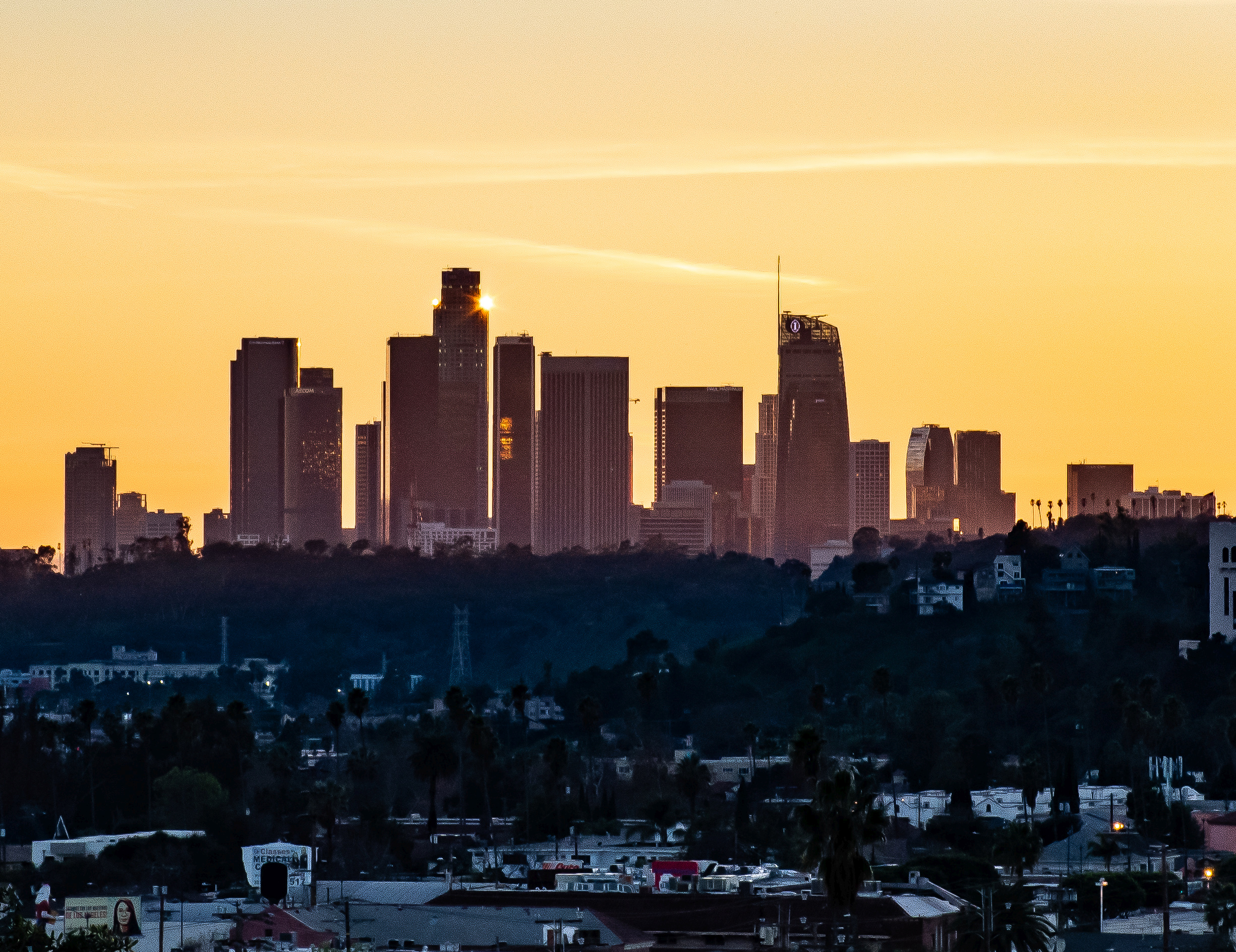
Vue de Los Angeles à Highland Park, lieu de naissance de Billie Eilish.

Billie Eilish Pirate Baird O'Connell naît le 18 décembre 2001 à Los Angeles. Ses parents, Maggie Baird et Patrick O'Connell, sont comédiens. Maggie, originaire du Colorado, décide de partir à New York. Billie et son frère ont pour oncle maternel Brian Baird (en), personnalité politique du Parti démocrate.
Talentueux, les futurs parents se produisent tous deux à Broadway,. Ils se rencontrent en 1984, alors qu'ils jouent tous les deux dans une pièce de théâtre en Alaska, plus précisément à Anchorage. Ils déménagent à Los Angeles en 1991, à la recherche d'emplois à la télévision et au cinéma puis se marient en 1995,. Après quelques apparitions dans Friends, Larry et son nombril ainsi que son arrivée dans la troupe comique The Groundlings (aux côtés de Will Ferrell, Kristen Wiig et Melissa McCarthy) pour Maggie, et des rôles dans À la Maison-Blanche et Iron Man pour Patrick, leurs contributions pour le septième art restent modestes et de courte durée. Aussi, Maggie accepte des postes d'enseignante tandis que Patrick se fait un peu d'argent grâce à ses talents de menuisier ou en qualité d'homme à tout faire. Ils rénovent même une habitation en face de chez eux pour la revendre avec un bénéfice.
Billie (qui indique avoir été conçue par fécondation in vitro) naît à Highland Park, un quartier de Los Angeles situé à quelques kilomètres au nord-est du centre-ville,,. Dans les années 1990, cette zone attire les familles au budget modeste, dont font partie les parents d'Eilish, et ce, en dépit de son taux de criminalité élevé. À l'origine, le prénom Eilish devait être le premier de la jeune fille après que ses parents l'ont entendu dans un documentaire sur des siamoises irlandaises. Elle est finalement baptisée Billie en hommage à son grand-père Bill, décédé peu de temps avant sa naissance. C'est son frère, Finneas, alors âgé de quatre ans, qui insiste pour que sa sœur porte aussi le prénom « Pirate ». Elle hérite du nom de jeune fille de sa mère, Maggie Baird, et tient son patronyme de son père, Patrick O'Connell,.

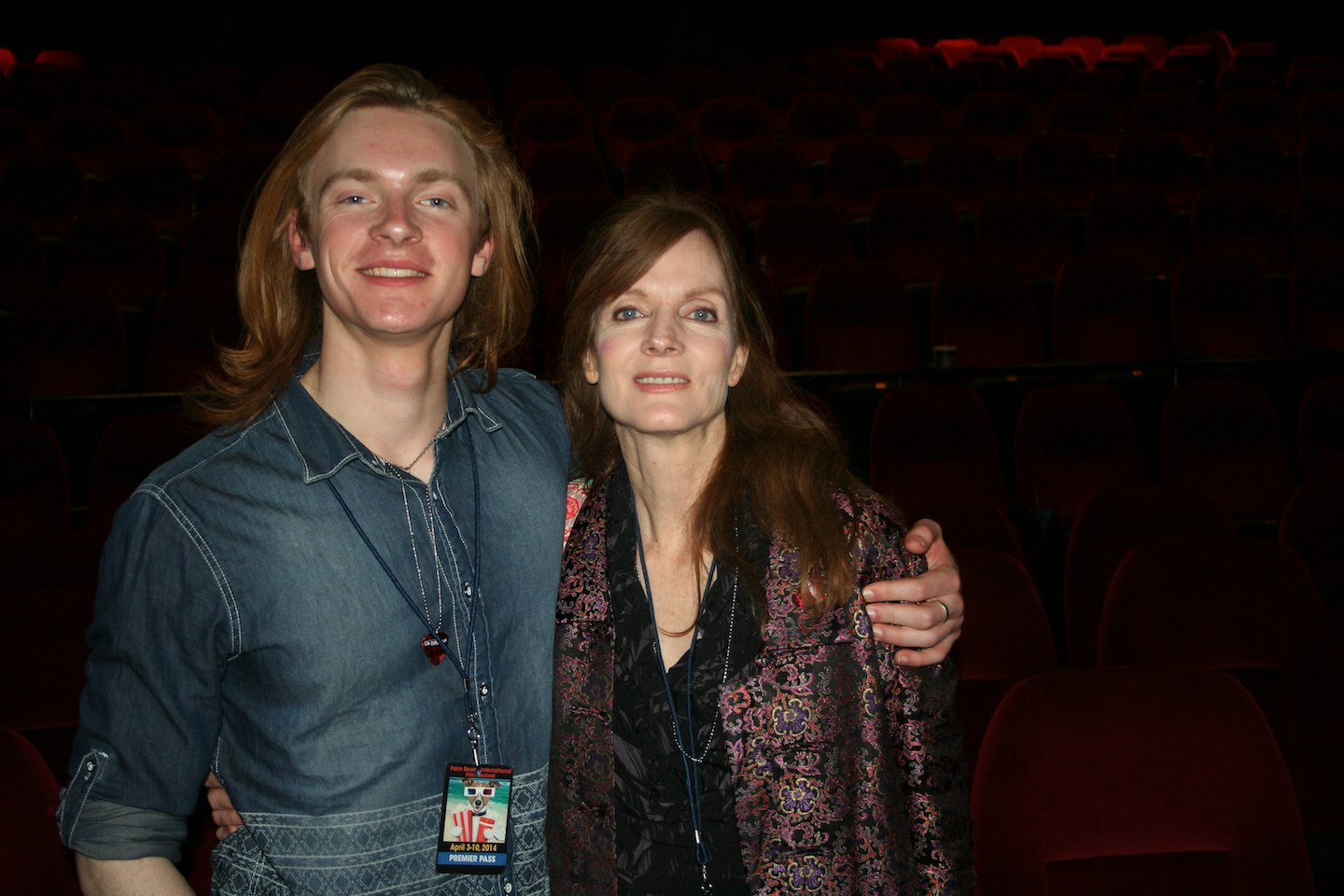
Finneas O'Connell et Maggie Baird, le frère et la mère de Billie Eilish en 2014 au Festival international du film de Palm Beach.

Leur maison de famille, située à Highland Park, est celle dans laquelle Billie Eilish a grandi,. Il s'agit d'une demeure de plain-pied avec deux chambres, à l'atmosphère assez chaotique, mais très accueillante. Les murs sont ornés de tableaux, d'œuvres d'art créées par la famille, de photographies et de notes manuscrites, les étagères croulent sous les livres, et il y a des instruments de musique dans chaque recoin. La maison compte trois pianos, dont un à queue, que Patrick O'Connell a déniché en ligne sans rien débourser. Dans le jardin, il y a une cabane dans les arbres, un pneu servant de balançoire et un carré d'herbe. La famille est complétée par deux animaux de compagnie adoptés en refuge : Misha, un chat noir, et Pepper, un pitbull noir et blanc. Au départ, deux chambres suffisent à la famille qui partage une seule et même pièce pendant des années. À dix ans, Finneas a droit à la sienne puis Billie a bientôt besoin de son propre espace. La répartition des pièces devient problématique puis les parents s'installent dans le séjour, sur un futon derrière le piano et laissent la chambre à Billie pour privilégier le bonheur de leurs enfants.
À défaut d'avoir beaucoup d'argent, Maggie et Patrick consacrent énormément de temps à Finneas et Billie en leur créant un environnement de douceur et de liberté, souvent organisé autour de leurs propres passions pour la musique et le spectacle. Patrick joue du ukulélé et du piano, Maggie organise des ateliers d'écritures de chansons ; elle sort même un CD de musique country en 2009, We Sail. Les O'Connell jouent de la musique et chantent ensemble en permanence. Ils écoutent les compilations hétéroclites de Patrick sur lesquelles ils poussent la chansonnette ; elles mêlent Green Day, les Beatles, Avril Lavigne, Linkin Park, Abba entre autres,. Billie Eilish apprend à l'âge de six ans la chanson I Will des Beatles au ukulélé, qu'elle reprend d'ailleurs dans le Carpool Karaoke animé par James Corden et diffusé en 2019,. À onze ans, Billie Eilish se filme sur YouTube dans une vidéo où elle chante Happiness Is a Warm Gun, également des Beatles. Pour Eilish, chez elle, « la musique était prioritaire sur tout ».
La jeune fille grandit donc dans une famille peu sévère, la seule règle qu'elle ait mentionnée étant de ne pas boire de sodas.

### Scolarisation et esprit artistique

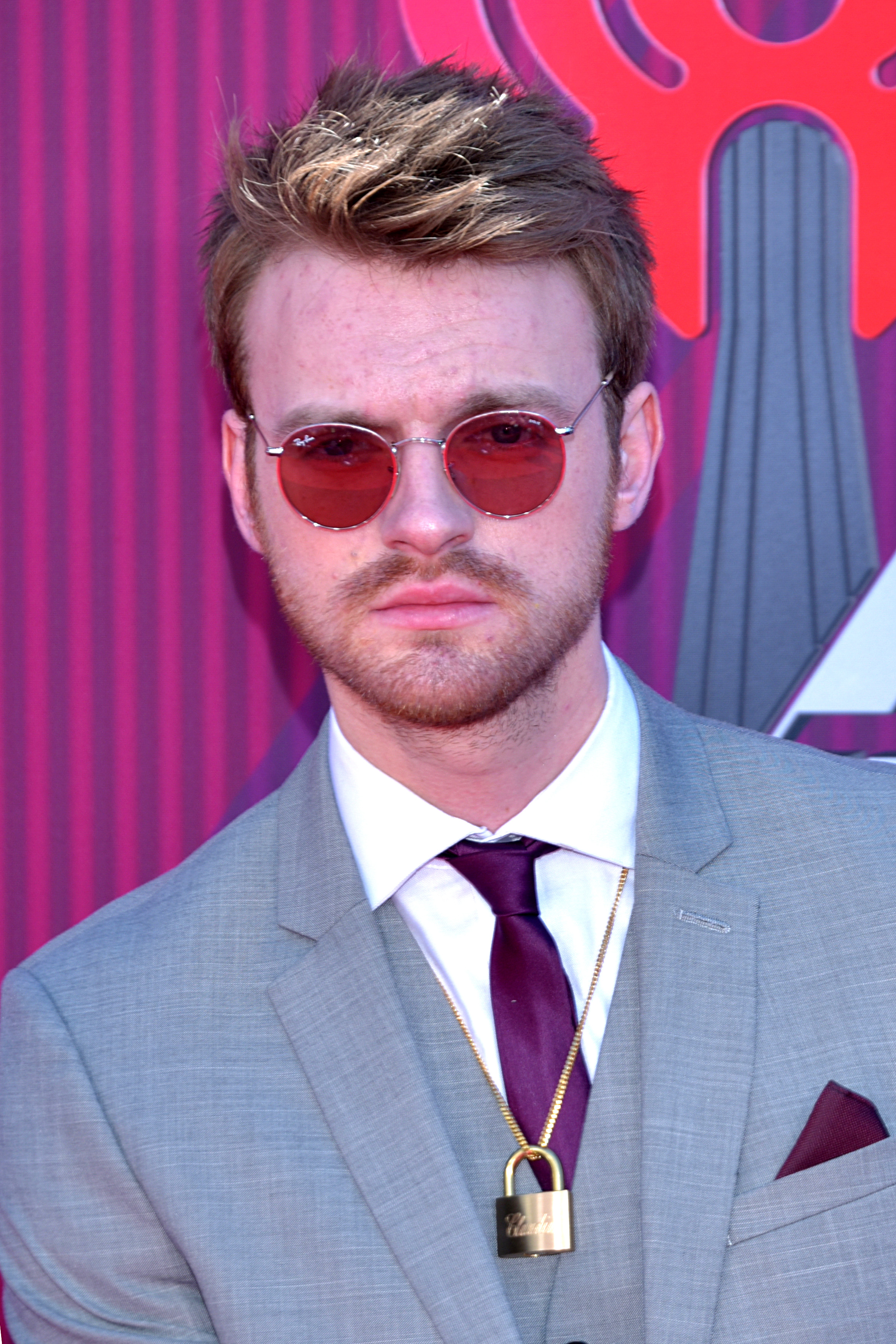
Finneas O'Connell, co-compositeur de Billie Eilish le 14 mars 2019 aux iHeartRadio Music Awards.

Une décision en particulier illustre bien la volonté de Maggie et Patrick d'offrir à leurs enfants une grande liberté : celle d'éduquer Finneas et Billie hors de l'école. Au début de l'été 1997, alors que Maggie est enceinte de Finneas, la chanson MMMBop du groupe Hanson est numéro un des ventes. Le groupe est composé de trois frères originaires de Tulsa, dans l'Oklahoma, qui ont été scolarisés à domicile. L'idée que ces enfants aient été autorisés à suivre leurs propres voies et à développer leurs talents séduit Patrick, et bien que Maggie et lui vivent dans une ville palpitante comme Los Angeles et non au beau milieu du Midwest, ils choisissent, eux aussi, d'éduquer leurs enfants chez eux.
Billie Eilish affirme que la scolarisation à domicile lui a permis de cultiver son esprit indépendant et créatif. Sans programme scolaire strict à suivre, les journées des enfants O'Connell se structurent autour de leurs centres d'intérêt quotidiens. Même si Billie en apprend suffisamment pour passer l'équivalent du baccalauréat à seulement quinze ans, elle consacre la majeure partie de son temps à la peinture, à la musique ou à d'autres projets créatifs. Elle aime confectionner des costumes et réaliser des travaux manuels et, plus âgée, elle installe même une caméra dans le jardin pour jouer dans ses propres mini-films. Aujourd'hui, la jeune femme reconnaît qu'elle adorait capter l'objectif d'un appareil photo ou d'une caméra, et qu'elle nourrissait l'ambition de devenir mannequin.
Finneas quant à lui marche dans les pas de ses parents et vise une carrière de comédien. Des possibilités se présentent également à Billie dans le monde du cinéma, mais elle les refuse. Elle confie au magazine Rolling Stone avoir fait deux auditions : « Foireux. Cette salle froide et flippante. Tous ces enfants qui se ressemblent. La plupart des enfants acteurs sont des psychopathes. » Elle prend plaisir cependant à enregistrer des dialogues d'ambiance avec d'autres enfants. Sa voix est présente dans les films Journal d'un dégonflé, Ramona et Beezus, et X-Men, même si sa voix est difficilement identifiable,. Grâce à l'école à la maison, un lien très fort se tisse entre Billie et Finneas. Si fort qu'il résiste aux épreuves de la composition, de l'enregistrement et de la tournée à deux. Ils ne sont pas pour autant solitaires car les scolarisations à domicile sont fréquentes à Los Angeles, et ces familles forment une communauté soudée et amicale. Elles se réunissent régulièrement et les enfants ont plaisir à se retrouver. Une fois par semaine, les parents assurent des enseignements sur des thèmes très variés, tels que la cuisine ou la couture, et Billie suit un cours d'écriture de chansons dispensé par sa mère.

Hormis cette éducation libérale, sa scolarisation à domicile et ses productions précoces, Billie Eilish connaît une enfance ordinaire. Elle fait de la trottinette dans la rue, joue avec les voisins, regarde la télévision et va au cinéma. Adolescente, elle accroche des posters de Justin Bieber au mur, se soucie de son apparence, s'intéresse aux garçons et traîne au café du quartier avec ses proches. Parmi eux, Zoe Donahoe est sa plus fidèle amie. Elles se connaissaient déjà à l'âge de cinq ans. Plus de dix ans après, Zoe accompagne Billie en tournée et la surnomme « p'tite sœur ». L'autre constante dans la vie de Billie, est son frère Finneas. Bien qu'il soit désormais un grand adolescent avec ses propres passe-temps, il aime toujours autant faire de la musique avec sa sœur. Sa chambre ressemble de plus en plus à un studio d'enregistrement, et Billie y va souvent pour le regarder travailler ou enregistrer ses propres chansons. Le mode de vie de Billie Eilish à Highland Park lui a permis de développer son talent et sa personnalité, qui ont fait d'elle une star si jeune. Être exposée à une grande variété de musique, être encouragée à jouer et à chanter ses propres compositions, et avoir la possibilité de se produire régulièrement, tout cela la prépare à évoluer dans le monde de la musique. Si la scolarisation à la maison ne convient pas à tout le monde, Billie Eilish semble s'être épanouie dans cette absence de contrôle, de routine et de pression sociale. Elle dit n'avoir cure de ce que les gens pensent d'elle car, plus jeune, elle n'avait pas à s'inquiéter de sa popularité en classe. Cependant, dès l'âge de treize ans, Billie Eilish connaît un bouleversement. Sa vie est envahie par « des forces extérieures » : cadres de l'industrie musicale, imprésarios, agents, musiciens et fans. Ce changement en aurait bouleversé plus d'un mais son enfance et sa famille, sources de réconfort et de sécurité, lui ont permis d'acquérir une assurance rare, une maturité hors norme ainsi qu'un talent considérable. 

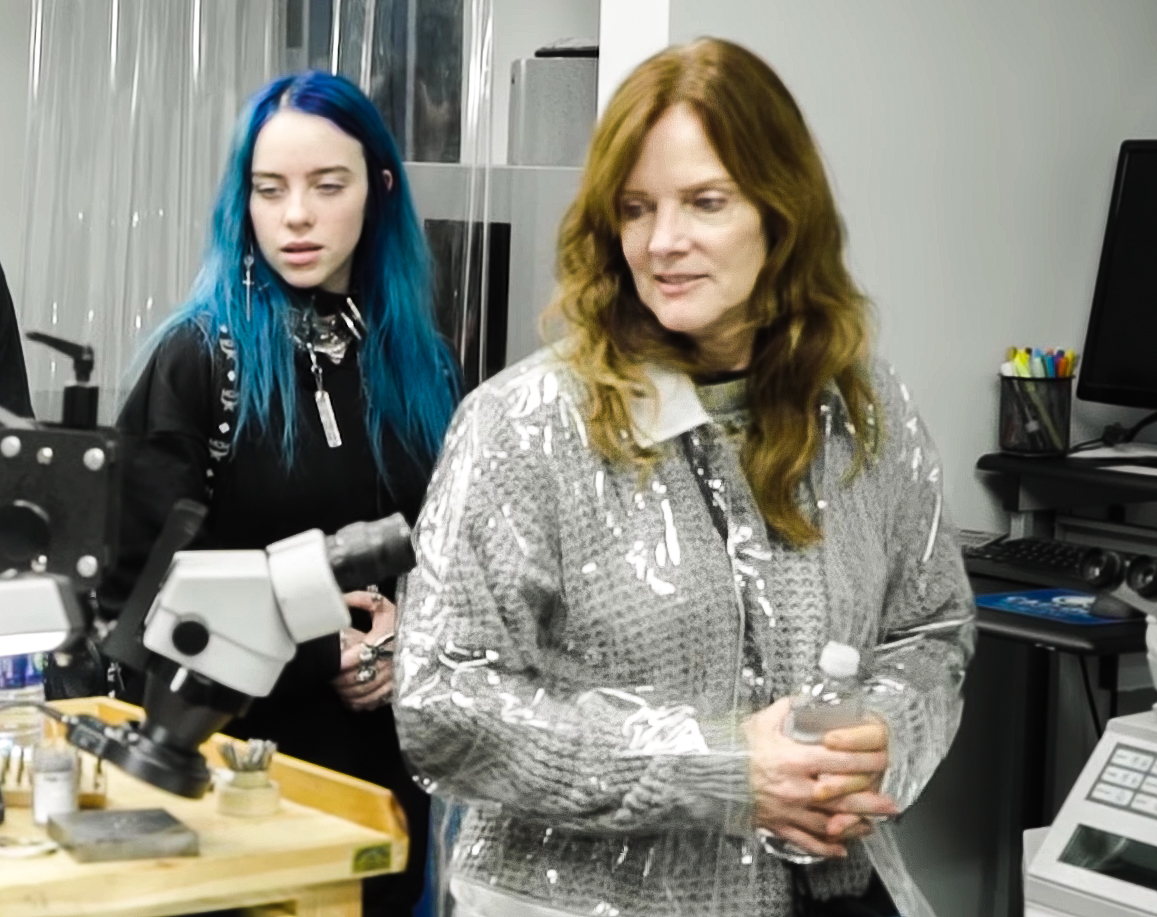
Billie Eilish, accompagnée de sa mère, Maggie Baird, en novembre 2018.

Maggie Baird est une tutrice accomplie ; elle apprend aux enfants à amorcer la rédaction d'un texte, puis leur soumet des projets qui font déborder leur imagination. Dès ses onze ans, Billie Eilish se consacre sérieusement à la composition et surprend amis et adultes par des chansons d'une grande maturité. Billie et Finneas reçoivent également une éducation musicale au LA Children's Chorus (LACC, en français : la « chorale des enfants de Los Angeles ») comme elle le déclare au magazine Vogue en 2016,,,,. Billie a huit ans lorsqu'elle intègre cette chorale pour enfants dont elle devient un membre essentiel, jusqu'à ce qu'elle quitte le groupe, à quinze ans,. Fondée à la fin des années 1980, la chorale est connue dans le monde entier pour le bel canto, une technique de chant qui valorise les transitions fluides dans la tessiture. Billie dit tenir sa parfaite maîtrise vocale du LACC, où elle a appris à prendre soin de sa voix, mais aussi à lire et écrire de la musique,.
En parallèle, Billie est formée à la danse. Inspirée par les films de Shirley Temple, enfant star de la danse des années 1930, elle prend des cours de claquettes. À huit ans, elle suit aussi des leçons de danse classique et de jazz, puis passe au hip-hop et à la danse contemporaine. Très talentueuse, elle rejoint à douze ans une compagnie habituée des compétitions, et s'inscrit à quelques cours, souvent avec des danseurs plus âgés et plus expérimentés. Cependant, une blessure la force à changer de direction pendant sa première année. Privée de danse, Billie se prend de passion pour les chevaux. Ses parents économisent afin qu'elle puisse passer une semaine à apprendre à monter dans un centre équestre mais ils ne peuvent lui offrir des cours d'équitation réguliers. Elle se met donc à y travailler : elle toilette les chevaux, cure leurs sabots et aide pour les fêtes d'anniversaire en échange de cours d'équitation. Cela dure deux ans, et la jeune fille monte régulièrement une sublime jument noire baptisée Jackie O. Elle a beau couvrir ses frais, Billie sait bien qu'elle fait figure de parent pauvre au milieu des riches fillettes qui fréquentent le centre équestre. Lorsqu'on attribue Jackie O à une jeune fille fortunée plutôt qu'à elle, Billie décide d'arrêter. Mais elle adore cette jument et, bien qu'elle ait cessé de monter, elle continue à se rendre à l'écurie pour passer du temps avec elle. Aujourd'hui encore, les chevaux font partie intégrante de la vie de Billie, ils sont pour elle une échappatoire aux pressions de la célébrité et du travail.
À douze ans, Billie découvre le clip du titre Runaway d'Aurora qui lui fait prendre sa décision : celle de faire de la musique, sans se soucier d'où cela la mènera et de si elle aura du succès. Des années plus tard, Aurora exprime en retour son admiration pour Billie : « Je pense que le monde a besoin de davantage d'artistes qui font ce qu'ils veulent. Elle utilise sa voix de manière si géniale. »

### Les débuts

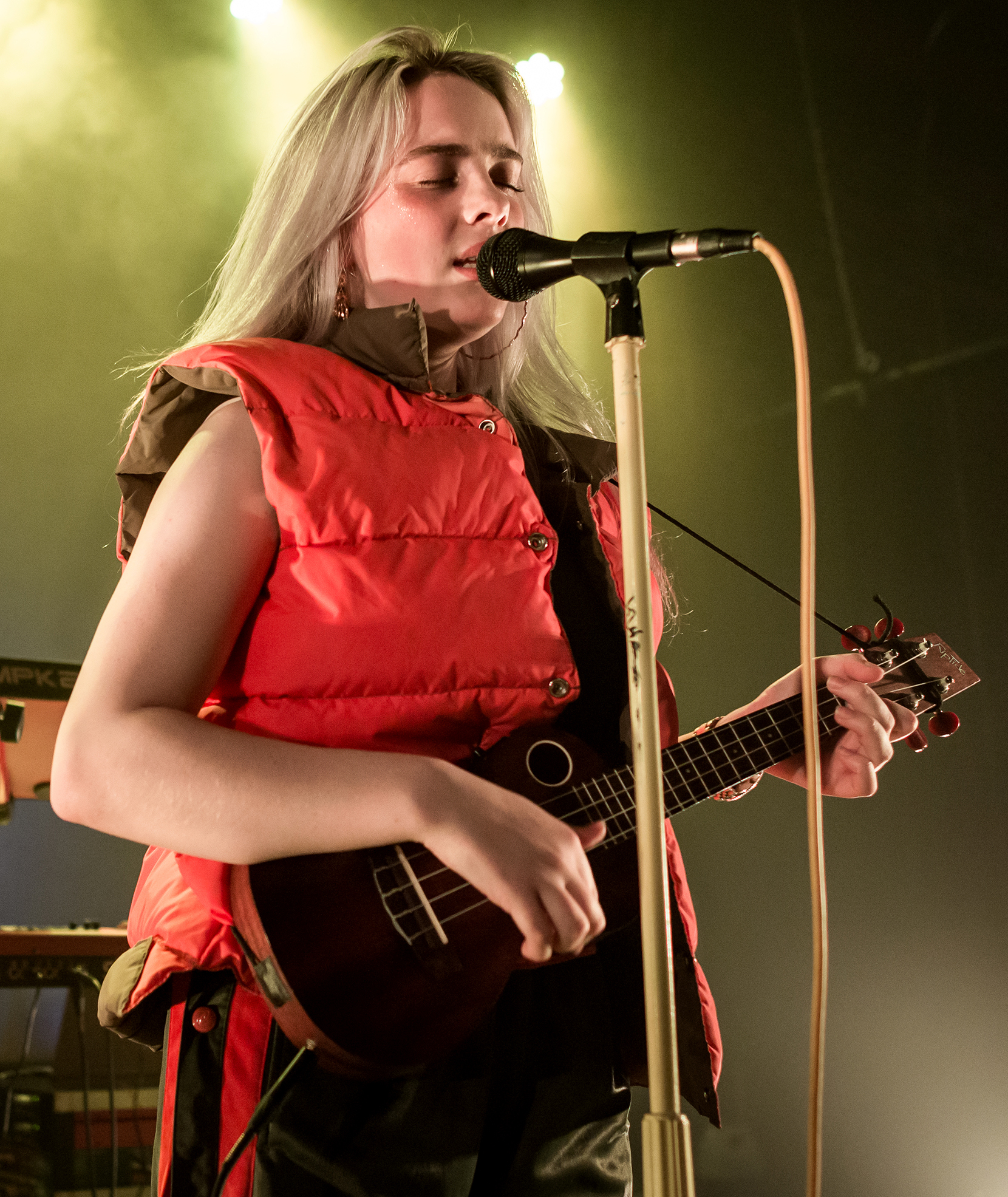
Billie Eilish au The Hi Hat à Highland Park à Los Angeles le 10 août 2017.

À l'automne 2015, si un membre de la famille O'Connell semble destiné à la célébrité, c'est le grand frère de Billie Eilish, Finneas, alors âgé de dix-huit ans. Sa carrière d'acteur commence à décoller après son.apparition dans le film Bad Teacher et à la télévision dans trois épisodes de la dernière saison de Glee, diffusés en 2015. En parallèle, son groupe, The Slightlys, rencontre le succès à Los Angeles. Ils jouent devant 10 000 personnes aux Twilight Concert Series sur la jetée de Santa Monica et, en octobre 2014, un article sur l'hebdomadaire LA Weekly laisse entendre qu'il s'agit du « prochain groupe en vue ». Billie, âgée de treize ans, se satisfait du succès de son frère. Découragée par une audition désastreuse, elle abandonne l'idée de suivre les traces de ses parents et de Finneas dans le cinéma et consacre toute son énergie à la danse. Son enthousiasme initial pour les claquettes s'est transformé en un intérêt pour toutes les danses. À treize ans, elle est élève au Revolution Dance Centre (RDC) à Los Angeles. Elle y passe jusqu'à onze heures par semaine, pratiquant la danse contemporaine, la danse classique et le hip-hop. Elle participe aussi régulièrement à des compétitions. À cette époque, Eilish semble donc partie pour devenir danseuse. Mais elle apprécie toujours la musique. Elle fredonne des morceaux que jouent ses parents, des titres qu'elle apprécie ou que Finneas et elle ont écrits. À travers le mur de sa chambre, elle entend son frère enregistrer ses airs sur Logic Pro ; elle connaît ses chansons aussi bien que lui. Billie se joint parfois à lui pour poser sa voix sur ses compositions et même enregistrer ses propres arrangements.
Le 1er août 2015, le lendemain du dix-huitième anniversaire de Finneas, le frère et la sœur mettent en ligne l'une de leurs collaborations sur SoundCloud, plateforme de streaming qui permet de partager et de découvrir des morceaux originaux. La chanson s'intitule sHE'S brOKen, les majuscules faisant ressortir la phrase « He's OK », en opposition au sentiment évoqué dans le titre (« elle est brisée » vs « il va bien »). C'est une variation intelligente du mème « sHE beLIEveD » dont les majuscules laissent apparaître « HE LIED » (« elle croyait » vs « il mentait »), populaire sur Internet depuis 2012. Les paroles de leur musique dépeignent la fin d'une relation sur un air simple (enrichis de quelques gimmicks qu'a enregistrés Finneas). Billie interprète le titre avec un timbre doux et mélodieux. Si sa voix est reconnaissable, elle n’a pas encore le caractère éthéré et langoureux qui caractérisera ses succès.
Le 14 septembre, un autre titre paraît sur SoundCloud. Il s'agit de la chanson Fingers Crossed. Billie Eilish affirme qu'elle n'aimait pas la chanson mais qu'elle avait juste envie de la mettre en ligne. Elle l'a créée lors d'un cours d'écriture, alors que sa mère lui avait demandé de s'inspirer d'un film ou d'une série pour imaginer des titres, des paroles ou des dialogues qui pourraient fonctionner dans une chanson. Billie a choisi sa série préférée, The Walking Dead, et a tiré de l'univers dramatique de zombies des paroles telles que « Everybody makes it 'til they don't » (« Tout le monde s'en sort, jusqu'à un certain point ») et « Too Far Gone » (« Désespéré »), titre d'un épisode. Billie dit avoir voulu rédiger un texte sur une apocalypse zombie, mais cela a fini par devenir une chanson d'amour angoissée.
Fingers Crossed est très différent de son premier morceau mis en ligne. Elle y chante le manque et le désespoir sur un fond instrumental dépouillé, ponctué de lentes percussions et d'accords continus. Sa voix est plus intime, plus intense, et la chanteuse parait à la fois toute proche et très lointaine. Ce style vocal deviendra familier de tous au cours des deux années suivantes, et de nombreux fans classent encore ce titre parmi les meilleurs de la jeune artiste. À cette période, ces titres n'ont que peu d'impact et ne gagnent qu'un petit nombre d'écoutes sur SoundCloud. Comme des milliers d'enfants mais aussi d'adultes, Billie et Finneas les ont mis en ligne pour s'amuser et ne comptent les partager qu'avec leurs amis. Parallèlement, Billie est occupée à danser, à travailler sur ses projets scolaires, et à s'amuser. Elle assiste aussi à son premier concert important cet automne-là : accompagné de Finneas: le spectacle de The Neighbourhood, un groupe de rock d'inspiration hip-hop, au Shrine, une salle de spectacle underground de Los Angeles.
Mais par la suite, des évènements vont changer la vie de Billie. Au RDC, la jeune fille suit les cours d'un certain Fred Diaz, danseur et chorégraphe qui a travaillé avec de grands artistes comme Rihanna, Mariah Carey et Jennifer Lopez. Sachant qu'Eilish et son frère sont auteurs-compositeurs à leurs heures, il leur propose de créer une chorégraphie sur l'une de leurs chansons. Lorsque Billie lui demande quel genre de titre il a en tête, il cite Station de la chanteuse anglaise Låpsley, sur laquelle ils ont dansé peu de temps auparavant, ainsi qu'une mélodie que Billie a fredonnée en cours. Elle sait tout de suite de quelle chanson il parle : c'est une composition de son frère. Billie l'a entendue à travers le mur de la chambre, puis chantonnée à plusieurs reprises. Elle lui trotte dans la tête depuis alors deux semaines. Cette chanson s'appelle Ocean Eyes, et Finneas l'a écrite pour The Slightlys,,.

### Les premiers succès

#### Découverte avecOcean Eyes

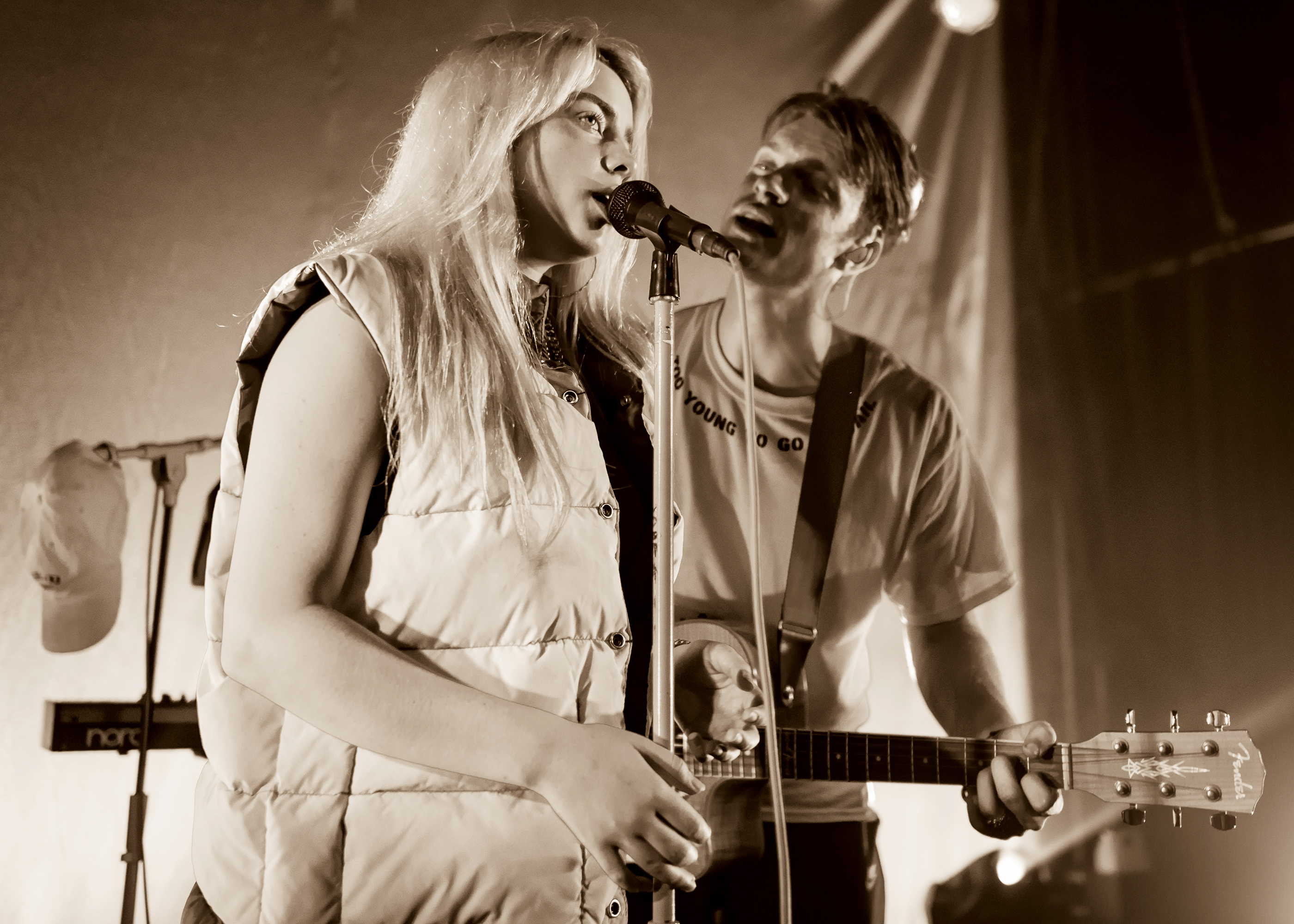
Billie Eilish, accompagnée de son frère Finneas, au The Hi Hat à Highland Park en 2017.

Le groupe de Finneas a déjà joué le titre Ocean Eyes mais Finneas pense qu'il conviendrait parfaitement à Billie, qui traverse une mauvaise passe à cause d'un garçon qui l'obsède. Finneas se dit alors que ses paroles pourraient tout à fait lui correspondre. Un pressentiment qui s'avère juste : sa sœur a l'impression qu'il a regardé dans son cœur pour les rédiger, comme s'il les avait écrites pour elle. Désormais, Billie imagine le titre en tant que support de danse et se demande comment l'adapter au mieux à une chorégraphie contemporaine. Ils publient le morceau le 18 novembre 2015 sur SoundCloud, avec un lien de téléchargement gratuit réservé à Fred Diaz,. Le lendemain, alors qu'elle était au Starbucks, elle reçoit un coup de téléphone de Finneas qui lui apprend que la chanson a déjà été écoutée mille fois sur SoundCloud. Tous deux n'en reviennent pas. Alors qu'elle a mis en ligne Ocean Eyes sous le nom de Billie O'Connell, elle choisit ses deux prénoms pour nom de scène : Billie Eilish. La musique devient très vite virale.
Si cette sortie est exceptionnelle pour une artiste qui ne bénéficie du soutien d'aucune maison de disques, ses chances de se démarquer parmi les millions de titres sur SoundCloud sont très minces. Pourtant, contre toute attente, Ocean Eyes continue de se faire remarquer. En moins d'une semaine, la chanson est repérée par le blog musical Free Bike Valet, installé à Los Angeles et déjà familier du groupe de Finneas, qui la décrit comme « un tube trip-hop hypnotique basé sur des percus numériques, des effets de synthé surréalistes, et la voix angélique d'Eilish », et par le créateur de tendance musique californien Blah Blah Blah Science, qui loue la « voix gracieuse et harmonique à la beauté angélique et onirique » de Billie. Après avoir été découverte par le DJ Jason Kramer, la chanson commence même à passer sur KCRW, station de radio publique située à proximité de Santa Monica. Mais l'homme qui change la donne est Chad Hillard. Il affirme avoir repéré le titre alors qu'il ne comptabilisait qu'une centaine d'écoutes. Hillard est à la tête de Hillydilly, un site Internet respecté et influent destiné à la recherche de musiques nouvelles, qui a notamment « découvert » Lorde et Låpsley,. Forte de la recommandation de Hillydilly et d'un article faisant l'éloge d'Ocean Eyes et de Fingers Crossed, Billie se retrouve sur la bonne voie. Six mois plus tard, elle reconnait sur Facebook l'importance du soutien du site musical : « C'est Hillydilly.com qui a tout lancé. Merci pour tout, Michael Enwright (l'auteur de l'article), Chad Hillard, je vous aime ».
En deux semaines, des remixes de la chanson font à leur tour leur apparition sur SoundCloud. Cautious Clay, un producteur, et Blackbear, co-auteur de la chanson Boyfriend de Justin Bieber, en ont chacun posté un remix personnel,. Mais le plus populaire et qui se démarque le plus, c'est l'œuvre d'un auteur et producteur anglais : Arron Davey, connu sous le pseudonyme Astronomyy,. Grâce à la popularité de Davey, qui cumule plusieurs millions d'écoutes, Ocean Eyes se voit offerte une visibilité plus importante. Billie est stupéfaite. L'accueil que reçoit le morceau la prend au dépourvu. Heureusement, via son groupe, Finneas s'est lié d'amitié avec Danny Rukasin, manager évoluant sur la scène musicale de Los Angeles,. Rukasin comprend très vite les enjeux de la situation ; il sait qu'une jeune fille comme Billie Eilish aura du mal à gérer cette réussite. Dès le lendemain de ce succès viral, il propose son aide et se rend chez elle pour la rencontrer et discuter avec Finneas et leurs parents. Il souhaite savoir si Billie compte faire carrière dans la musique ou si elle se contente simplement de la notoriété occasionnelle que sa chanson lui a valu. Il ne lui faut pas longtemps pour se rendre compte que l'adolescente a déjà réfléchi à tout cela et a une idée précise de ce qu'elle veut montrer d'elle au monde.
La danse fait partie intégrante de la vision de Billie. Elle se considère autant, si ce n'est plus, comme une danseuse que comme une chanteuse. Comme promis, Fred a préparé une chorégraphie sur Ocean Eyes, mais Eilish n'a l'occasion de la travailler que pendant deux jours : en répétition, elle se fracture le cartilage de croissance d'une hanche. Si l'accident ne met pas un terme à sa carrière de danseuse, il la force à suspendre cette activité pour un certain temps. Parallèlement, alors que Billie Eilish fête son quatorzième anniversaire, le 18 décembre 2015, Ocean Eyes dépasse les 150 000 écoutes. Le morceau est de plus en plus cité dans des articles traitant des nouveautés musicales et elle reçoit toutes sortes d'offres. Les conseils de ses parents ainsi que des familiers de l'industrie du divertissement, de son frère et de Rukasin sont les bienvenus. Si Billie Eilish veut faire un tremplin de ce succès, elle va avoir rapidement besoin d'aide concrète.

#### Continuité et signature avecPlatoon
Denzyl Feigelson entre en scène. Il est le fondateur de Platoon, une société visant à fournir « une plateforme pour les créateurs sans peur » selon lui. Feigelson travaille dans le monde de la musique depuis les années 1980 et a toujours soutenu les artistes indépendants et orphelins de maison de disques, grâce à sa société Artists Without A Label (AWAL), qui les aide à distribuer leurs propres CD. À l'aube du XXIe siècle, Feigelson a grandement contribué à la mise en place d'Apple Music et du iTunes Festival. La plateforme Platoon tend la main à des artistes qui, comme Billie, font sensation sur des supports tels que SoundCloud, Spotify ou encore iTunes. Elle leur propose des services fournis traditionnellement par les maisons de disques, comme le marketing et la promotion, la production vidéo et la mise à disposition de studios d'enregistrement, sans les forcer à s'engager sur le long terme, sans prendre de part sur leurs droits et, ce qui est peut-être le plus important pour Billie, sans restreindre leur liberté de création. Platoon, qui est déjà en train d'aider l'autrice-compositrice anglaise Jorja Smith, la première artiste repérée par Feigelson, à sortir son single Blue Lights sous son propre label, semble donc l'alliée idéale pour Billie Eilish qui est une artiste très indépendante.
Billie Eilish signe avec la société en janvier 2016, et cette nouvelle année se poursuit sur la trajectoire de la précédente : la chanson Ocean Eyes comptabilise toujours autant d'écoutes, soutenue par un autre remix du DJ et producteur Goldhouse,. Pendant ce temps, Finneas et elle travaillent sur de nouvelles chansons. Le 12 janvier, Billie poste sur Facebook : « J'fais des tubes avec Cheat Codes aujourd'hui », accompagné d'une photo d'elle et de Trevor Dahl, membre du groupe de musique électronique. Le trio Cheat Codes, également implanté à LA, est à ce moment-là lui aussi en train de percer. Il s'est fait connaître avec Visions, un titre sorti six mois avant Ocean Eyes, et avec un autre tube devenu viral, Adventure. Billie et Finneas enregistrent deux titres avec le groupe (une de leurs compositions et une de Cheat Codes). Cependant, en février, Cheat Codes sort Sex, avec le trio hollandais Kriss Kross Amsterdam. Le tube est un succès sur la Toile, et cumule des millions de lectures dans le monde entier. La carrière de Cheat Codes décolle et les titres enregistrés avec Eilish sont mis de côté ; ils n'ont toujours pas été dévoilés à ce jour.

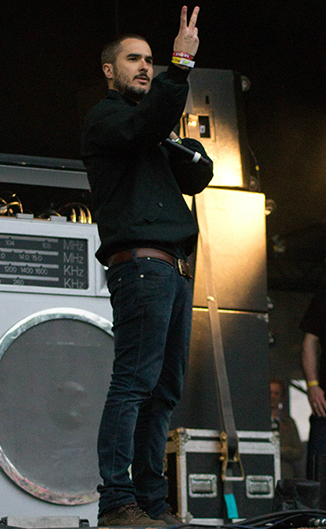
Zane Lowe, ici en 2012, est un présentateur radio qui devient la première personne à diffuser le titre Six Feet Under.

À l'époque, tout ce que le public sait de Billie, c'est qu'elle avait treize ans quand elle a enregistré Ocean Eyes et qu'elle travaille avec son frère. Début mars 2016, quelques privilégiés, principalement des amis et des connaissances de Billie assistent à sa première prestation dans une petite salle de concert, The Hi Hat, qui vient d'ouvrir à Highland Park, non loin de chez elle. Billie et Finneas y font la première partie d'un groupe anglais, Mt. Wolf. S’ils ne se produisent que devant une cinquantaine de personnes, le public n'en est pas moins subjugué. À la fin du mois, le monde en découvre davantage sur la jeune chanteuse. Le 24 mars 2016 sort le clip d'Ocean Eyes. La vidéo est un simple plan de Billie face caméra, debout devant un rideau bleu ondulant. Elle a été tournée chez Billie Eilish en décembre 2015 par Megan Thompson, réalisatrice installée à Los Angeles ayant travaillé avec des artistes indépendants tels que Hands Like Houses et Astronautalist.
Après Ocean Eyes, Billie et Finneas continuent de travailler ensemble sur des compositions nouvelles comme anciennes. Le 23 juin, sept mois après la sortie de leur premier titre, ils diffusent Six Feet Under, une chanson qu'ils préparaient depuis quelque temps,. Grâce à Platoon, la musique n'est pas simplement publiée sur SoundCloud mais jouit d'une sortie digitale sur iTunes, Spotify, Tidal et Amazon. Les paroles, la musique et la production de Six Feet Under sont l'œuvre de Finneas, mais la performance revient entièrement à Billie. Bien qu'il ne décolle pas aussitôt, à l'instar d'Ocean Eyes, ce titre consolide la fan-base de Billie Eilish, dont certains membres sont en position d'influence en tant que détenteurs de playlists populaires sur Spotify. Le plus notable d'entre eux est le présentateur radio Zane Lowe, qui anime Beats 1 sur Apple Music ; il est le premier à diffuser Six Feet Under dans son émission, décrivant ce titre comme « absolument incroyable » et Billie comme « un jeune talent extraordinaire ». Quelques jours seulement après sa sortie, la chanson bénéficie d'un autre coup de pouce en apparaissant sur la bande originale de la série pour adolescents très populaire Pretty Little Liars.
Puis, les choses s'accélèrent. En août 2016, Billie Eilish signe chez Darkroom, une agence de gestion d'artistes et label dirigé par Justin Lubliner, à l'époque âgé de vingt-huit ans et Interscope Records, un label majeur qui représente entre autres Lady Gaga et Lana Del Rey et avec lequel il s'est associé,. Après avoir entendu Ocean Eyes, Lubliner est déterminé à faire d'Eilish la prochaine artiste Darkroom : « en une seconde d'écoute et en voyant sa photo, j'ai eu un déclic, confie-t-il au site HITS Daily Double. J'ai eu l'impression que c'était l'artiste que j'avais cherchée toute ma carrière. Je devais faire tout ce qui était en mon pouvoir pour travailler avec elle. » Lubliner et Eilish semblent partager la même vision concernant son identité, sa créativité visuelle et ses interprétations. Loin de la stratégie conventionnelle consistant à lancer un nouvel artiste par le biais d'un single lourdement matraqué pour en faire un tube comme I Kissed a Girl de Katy Perry ou Fancy d'Iggy Azalea par exemple, ils préfèrent élaborer le profil de Billie Eilish à travers une série de sorties variées, pour présenter son personnage unique, son esthétique propre et son talent incommensurable.

#### Concerts en première partie et une popularité en hausse
Déçue du clip d'Ocean Eyes, Billie réalise elle-même la vidéo de Six Feet Under et demande à sa mère de se charger du montage. Des boules fumigènes de couleur sont posées au pied d'une barrière de leur jardin et emplissent l'espace de fumée rouge, bleue et jaune. Le 8 août Finneas et Billie l'interprètent lors d'un concert intimiste donné à Los Angeles pour Sofar Sounds, un projet qui permet aux jeunes artistes de se produire en public. Sur scène, Finneas est installé au clavier et Billie est à côté de lui. La vidéo est publiée à la fin du mois sur YouTube. Alors que Six Feet Under continue de cumuler les écoutes, atteignant bientôt le million, et qu'Ocean Eyes, toutes versions confondues, dépasse les 20 millions, Billie prend la route pour se produire au Rickshaw Stop, à San Francisco. Là, elle fait la première partie d'un autre artiste émergent, Michl. Accompagnée par Finneas, un bassiste et un batteur sur batterie électronique, Billie interprète non seulement Ocean Eyes et Six Feet Under, mais aussi Bellyache, Hostage, My Boy, Party Favor (en s'accompagnant au ukulélé), et True Blue qui, bien que plébiscité par les fans en concert, n'a à ce jour pas été enregistré en studio. Bien que mineure, la performance qu'elle livre témoigne d'une grande maturité. Le blog Sweet Sound Bites déclare qu'avec de telles « paroles sur le chagrin et l'indifférence, qui viennent du cœur, on lui donne bien plus que ses quatorze ans. »

Logo d'Interscope Records, label de Billie Eilish.

De retour à Los Angeles, Eilish et ses musiciens donnent un autre concert, en première partie de Mu, un groupe canadien de musique électronique et dream pop, dans un bar à cocktails du quartier Silver Lake, appelé Tenants of The Trees. Bien qu'elle fasse seulement des premières parties dans des petites salles, Billie Eilish commence à se faire remarquer. Fin septembre, elle est invitée à l'évènement Young Hollywood, organisé par Teen Vogue à Malibu. La présence sur Internet de la jeune fille se renforce mais les gens ne la reconnaissent pas encore dans la rue. Billie Eilish n'a pas encore idée de sa popularité comme elle le confie à Dash Radio : « C'est follement irréel. C'est vraiment difficile d'intégrer tout ce qui se passe. C'est bizarre parce que je vois mon nom - Billie Eilish - et, Blackbear me twitte, et je ne me rends pas compte que c'est moi. Je suis obligée de me dire : "Oh, c'est de moi qu'on parle, ce n'est pas un simple nom que j'entends. ».
Sur scène, Billie Eilish acquiert de plus en plus d'assurance. Elle fait toujours la première partie d'artistes plus établis, mais des spectateurs viennent chaque jour plus nombreux pour elle, parce qu'ils connaissent ses productions. Se produire en concert lui permet également de voir de quelle façon ses chansons touchent le public, émouvant certains auditeurs aux larmes. Pour elle, qui ressent la même chose en écoutant la musique d'autres artistes, c'est tout bonnement extraordinaire : « Je me réveille et n'en reviens pas que des gens connaissent l'existence de mon travail et de ma musique. » Mais un problème se pose : les salles dans lesquelles elle se produit n'acceptent pas les moins de dix-huit ou vingt-et-un ans. Grâce aux réseaux sociaux ou aux commentaires des fans, Billie et Finneas savent que bon nombre de jeunes adolescents apprécient leur musique, mais se voient se refuser l'accès à leurs concerts.
Le contrat avec Interscope Records porte son premier fruit le 18 novembre avec la sortie digitale mondiale de Ocean Eyes et l'EP « The Ocean Eyes - The Remixes », qui compile les versions d'Astronomyy, Blackbear, Goldhouse et Cautious Clay. Ces sorties, tout comme les concerts et les remixes de Six Feet Under par Jerry Folk, Gazzo et BLU J (à leur tour regroupés dans un EP en février 2017), continuent d'attirer l'intérêt du public. Empêchée de danser par des blessures multiples, Eilish a concentré son énergie sur l'écriture pendant l'année qui vient de s'écouler. Finneas et elle ont essayé de travailler avec différents producteurs et dans divers studios d'enregistrement, mais ils ont toujours fini par revenir dans leur « studio-maison », décidant que l'ambiance, le confort et la routine de cette installation familière sont plus propices à la production du son qu'ils recherchent. Durant la première moitié de l'année 2017, une série de singles sort au grand jour, à commencer par Bellyache en février.
La chanson Bellyache ne rencontre pas le même succès rapide que les autres titres. Cela n'est d'ailleurs pas le but premier de Platoon et Darkroom qui ne cherchent qu'à mettre en avant des titres authentiques et uniques qui aideraient à établir l'identité d'Eilish. Comme l'écrit Billboard : « [Billie] sait qu'une chanson comme Bellyache va lui valoir davantage de regards en coin que de diffusions dans le top 40, et ça lui est égal. » Le titre se classe tout de même en 11e position aux classements Bubbling Under Hot 100 Singles et Alternative Digital Songs. Pour l'aider à gérer son image, Billie Eilish est entourée d'Alexandra Baker grâce à qui elle rencontre la styliste Samantha Burkhart. Billie déclare qu'elle n'avait pas besoin que les gens s'intéressent à cette chanson : elle l'aimait et c'est tout ce qui importait pour elle. Bien qu'elle ne soit pas diffusée à la radio, les critiques semblent l'adorer. Digital Journal écrit : « Tout le battage dont elle bénéficie de la part de critiques musicaux est fondé sur le talent et le mérite. Eilish mérite de devenir la prochaine grande star féminine de la pop. » Au Royaume-Uni, la BBC dit de ce titre qu'il est « l'équivalent pop d'un film de Tarantino, il trouve l'absurdité comique au milieu d'une violence qui en met plein la vue ». Bellyache marque le début d'une nouvelle phase dans la carrière de Billie Eilish. S'éloignant de son statut d'adolescente à la vie quasi normale, hormis ses quelques concerts donnés de-ci de-là et son travail de composition avec Finneas, Eilish va par la suite enchaîner les festivals et se produire dans les plus grands évènements du monde.
Elle commence en mars 2017, avec le CRSSD Festival de San Diego. Programmée tôt le premier jour, seules quelques personnes assises sur l'herbe assistent au concert. Malgré cela, deux spectateurs chantent en chœur le refrain d'Ocean Eyes. C'est d'ailleurs la première fois que cela arrive, et Billie ne peut s'empêcher de se demander quel serait son sentiment si tout un public reprenait ses chansons à l'unisson. Le CRSSD s'avère un bon entraînement pour un évènement de plus grande envergure. Festival de musique, de cinéma, et d'arts, le SXSW, à Austin au Texas, se développe d'année en année depuis 1987 et plusieurs centaines d'artistes s'y produisent. Certains comme Lana Del Rey ou encore Weezer et le Wu-Tang Clan sont en tête d'affiche lors du festival de 2017. Billie Eilish y figure tout en bas de la liste ce qui lui laisse l'occasion de jouer aux côtés de personnalités éminentes du monde de la musique ainsi que de rencontrer des journalistes, et de rallier en même temps de nouveaux fans. Pendant les quelques jours de festival, elle essaie de se produire autant que possible jouant même en vedette au showcase d'Apple Music où elle est d'ailleurs photographiée avec Kate Nash, Chloë Moretz et Bridgit Mendler. Puis, avant la fin du mois de mars, Eilish bénéficie une nouvelle fois d'un coup de pouce lorsque Netflix lance la série pour adolescent 13 Reasons Why, adaptée du roman de Jay Asher. La série, qui fait un récit sinistre de la vie adolescente, rencontre un succès immédiat, notamment auprès des jeunes. L'un des succès de la série repose aussi sur sa bande originale, intense et envoûtante, sur laquelle on retrouve des artistes renommés comme The Cure ou encore Selena Gomez (également productrice de la série). Des artistes émergents, comme Lord Huron et The Japanese House sont également mis en avant. Sur tous les forums, les spectateurs cherchent à savoir qui a enregistré des contributions spécifiques pour cette production, et la réponse qui revient souvent évoque la méconnue Billie Eilish, avec son titre Bored,. Ce morceau est signé d'Aron Forbes et Tim Anderson, une équipe d'auteurs bien rodée qui a déjà collaboré avec Banks et Halsey et à qui Finneas a prêté main-forte.
En juin 2017, elle est invitée à participer à une séance photo pour le numéro annuel spécial « Woman in Music » du magazine Elle. Billie Eilish figure parmi les « 19 femmes sur le point de devenir des stars ». Elle est photographiée aux côtés de la chanteuse Kacy Hill, ancien mannequin American Apparel, devenue une protégée de Kanye West. Pendant ce temps, Billie et Finneas sont occupés à répéter et à enregistrer les chansons restées en attente. « Ce soir, ma sœur @billieeilish a donné une des meilleures performances vocales que j'aie jamais entendues en studio » twitte Finneas. Il répond plus tard à son propre tweet pour préciser qu'il s'agit du soir où elle a chanté le premier couplet de My Boy. Et Finneas n'est pas le seul à travailler sur la musique de Billie. Le duo d'auteurs-producteurs-interprètes Marian Hill livre un remix de Bellyache. Non seulement cela fait découvrir Billie aux fans de Marian Hill, communauté non négligeable, mais la chanson figure dans les playlists Spotify « New Music Friday » et « Pop Remix », chacune étant suivie par 30 millions d'abonnés. La stratégie que Platoon, Darkroom et Interscope ont imaginée pour Billie se déroule donc à merveille. Le goutte-à-goutte de singles, remixes, de concerts et d'interviews continue de brosser le profil de la jeune artiste. Depuis la sortie de Bellyache, elle a gagné plus de 31 000 fans sur Facebook, trois fois plus qu'au cours des trois mois précédents, et le nombre d'abonnés à ses comptes Instagram et Spotify suivent la même courbe grâce à la diffusion de 13 Reasons Why.

### 2017: l'EPDon't Smile at Me

#### Préparation

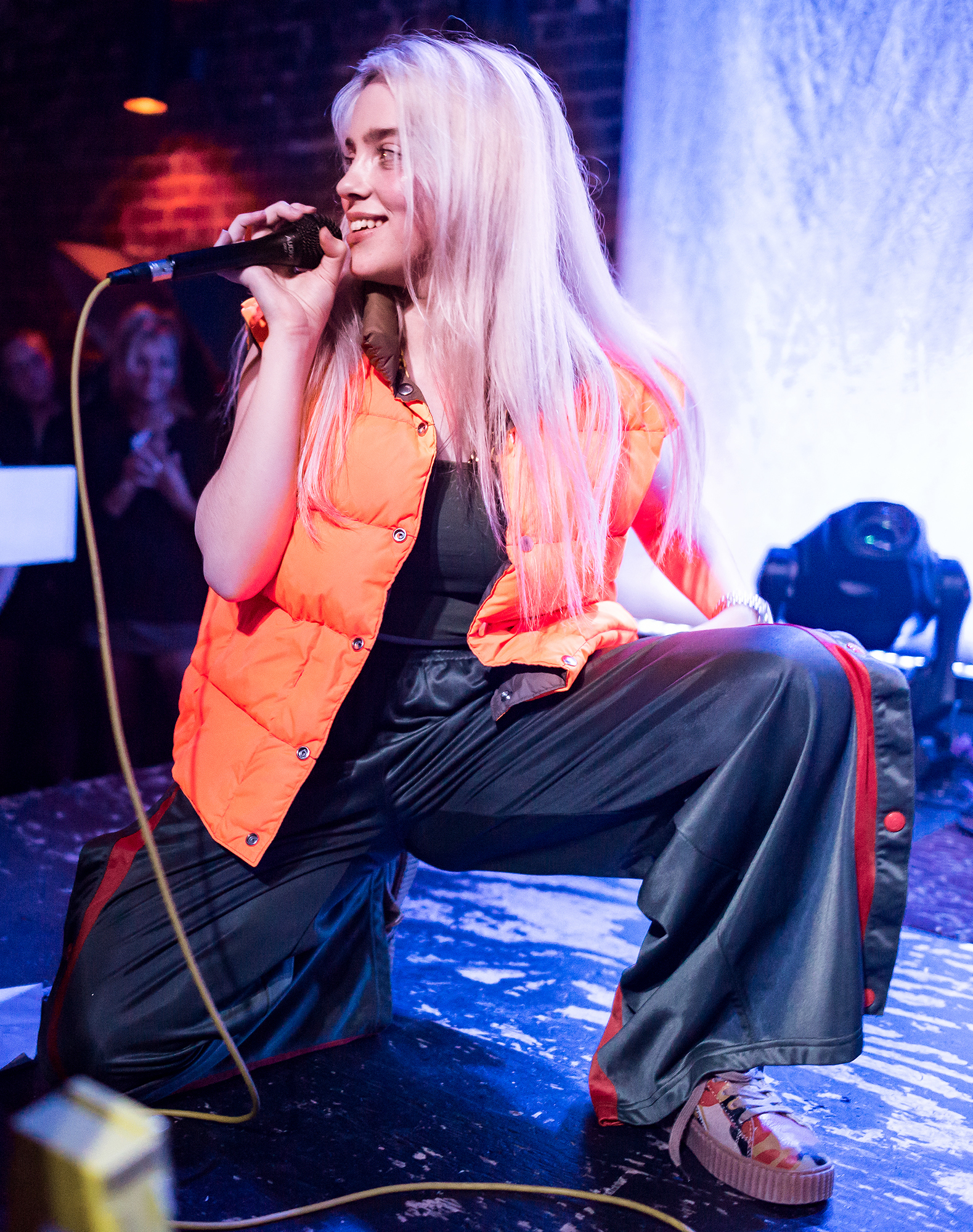
Billie Eilish en live au The Hi Hat, à Los Angeles, le 10 août 2017.

Dans presque toutes ses interviews de l'année écoulée, Eilish dit attendre avec impatience la sortie de sa musique. Les chansons qui figurent sur l'EP ont été écrites douze à dix-huit mois plus tôt ; le processus a été long. Billie se plaint d'avoir perdu du temps à cause du label, qui voulait la faire travailler avec des auteurs et des producteurs accomplis. « Ils ont tous quatre-vingts piges ! » exagère-t-elle pour appuyer son raisonnement. Très vite, Billie est frustrée de devoir refuser avec tact leurs suggestions ou d'essayer de les persuader poliment de tester ses propres idées ; elle aspire à retrouver la relation de travail plus facile et ouverte qu'elle entretient avec Finneas, où chacun d'eux peut dire ce qu'il pense. Le label finit par céder et les laisse tous deux seuls en studio, mais quelque chose cloche toujours. Ce n'est que lorsqu'ils retournent dans la chambre-studio de Finneas qu'ils avancent vraiment sur l'EP. Le label apprend vite que si Billie est une jeune adolescente, elle est également une artiste qui sait exactement ce qu'elle veut : quelles sonorités elle cherche pour ses titres, mais aussi comment les présenter au public. Il est arrivé que même son frère soit surpris de la vision qu'avait sa sœur de certains morceaux, si différente de la sienne, y compris lorsqu'il en était l'auteur. Le clip de Bored en illustre parfaitement cette dynamique. Cette chanson traite de l'enfermement dans une relation qui ne va nulle part. Selon Adrian Besley, quand « d'autres auraient peut-être mis en scène une Billie rêveuse et expressive aux côtés d'un homme beau, mais triste. Pas Billie. La jeune fille imagine tout un autre concept : monter sur une échelle sans fin dans un espace blanc, un espace intemporel, sans gravité, où aucune règle ne s'applique ».
On applique à l'EP la même stratégie qu'auparavant et qui consiste à distiller ses chansons à un public toujours curieux : des singles sont publiés régulièrement jusqu'à la sortie de l'EP, début août. Le premier titre inédit est Watch, que Finneas a écrit seul à peine une semaine après la mise en ligne d'Ocean Eyes,. Sur un air de synthé, rythmé par le bruit, d'une allumette qu'on gratte, Billie maîtrise parfaitement les variations vocales. L'EP terminé, Billie est de nouveau libre de se produire sur scène, et il est temps pour elle de donner son premier vrai concert en tant que tête d'affiche. Étonnamment, c'est à 8 000 kilomètres de Highland Park qu'il a lieu, à Londres. Le Courtyard Theatre ne peut accueillir que 250 personnes et les places se vendent toutes en quelques jours à peine, aux curieux et aux fans déjà convertis à Billie Eilish dans la capitale anglaise. Uniquement accompagnée de Finneas au clavier et à la guitare acoustique, elle interprète un set entier devant une foule enthousiaste. Il est clair qu'elle se cherche encore mais elle établit un lien exceptionnel avec son public : « J'adore voyager et ce voyage en particulier était un rêve pour moi, d'autant plus que le concert affichait complet. Jamais une chose aussi incroyable ne m'était arrivée, jamais. » dit-elle au magazine Decorated Youth. Elle évoque cette expérience une deuxième fois deux ans plus tard, lorsqu'elle se produit de nouveau en Angleterre, sur la scène du Glastonbury Festival. Au Courtyard, comme partout où elle la joue, Copycat est l'une des musiques les mieux accueillies de la soirée. Ce single, le deuxième à sortir pour annoncer l'EP, atteint bientôt un public plus large. Le succès de Billie Eilish incite une ribambelle de chanteurs à imiter son style. Dans Copycat, Billie vise une fille en particulier, qui l'agace au plus haut point car elle copie tout ce qu'elle fait. La chanteuse décrit ce titre comme sa « chanson la plus honnête ». Si Bellyache est une œuvre de fiction, Copycat est un titre plus personnel. Selon la chanteuse, le titre est écrit de façon à toucher son imitatrice en plein cœur. Une semaine plus tard sort le cinquième single de l'EP, dans lequel Billie révèle un personnage bien éloigné de l'arrogance assumée de Copycat. Sur son compte Instagram, Billie fait la promotion de son nouveau titre Idontwannabeyouanymore : « C'est une chanson très personnelle qui est enfin sortie, donc si vous voulez entendre ce qu'il se passe au fond de ma tête, ALLEZ ÉCOUTER. » Puis, la chanson My Boy apparaît la semaine qui suit. Avec une poignée de chansons à son actif, Billie Eilish confirme son statut d'autrice-compositrice, puisant son inspiration dans son imaginaire et ses expériences personnelles. My Boy est inspiré d'un garçon qu'a fréquenté la chanteuse, d'ailleurs, les proches de Billie s'assurent que le garçon en question entende cette chanson qui lui est destinée.

#### Sortie et dates océanienne

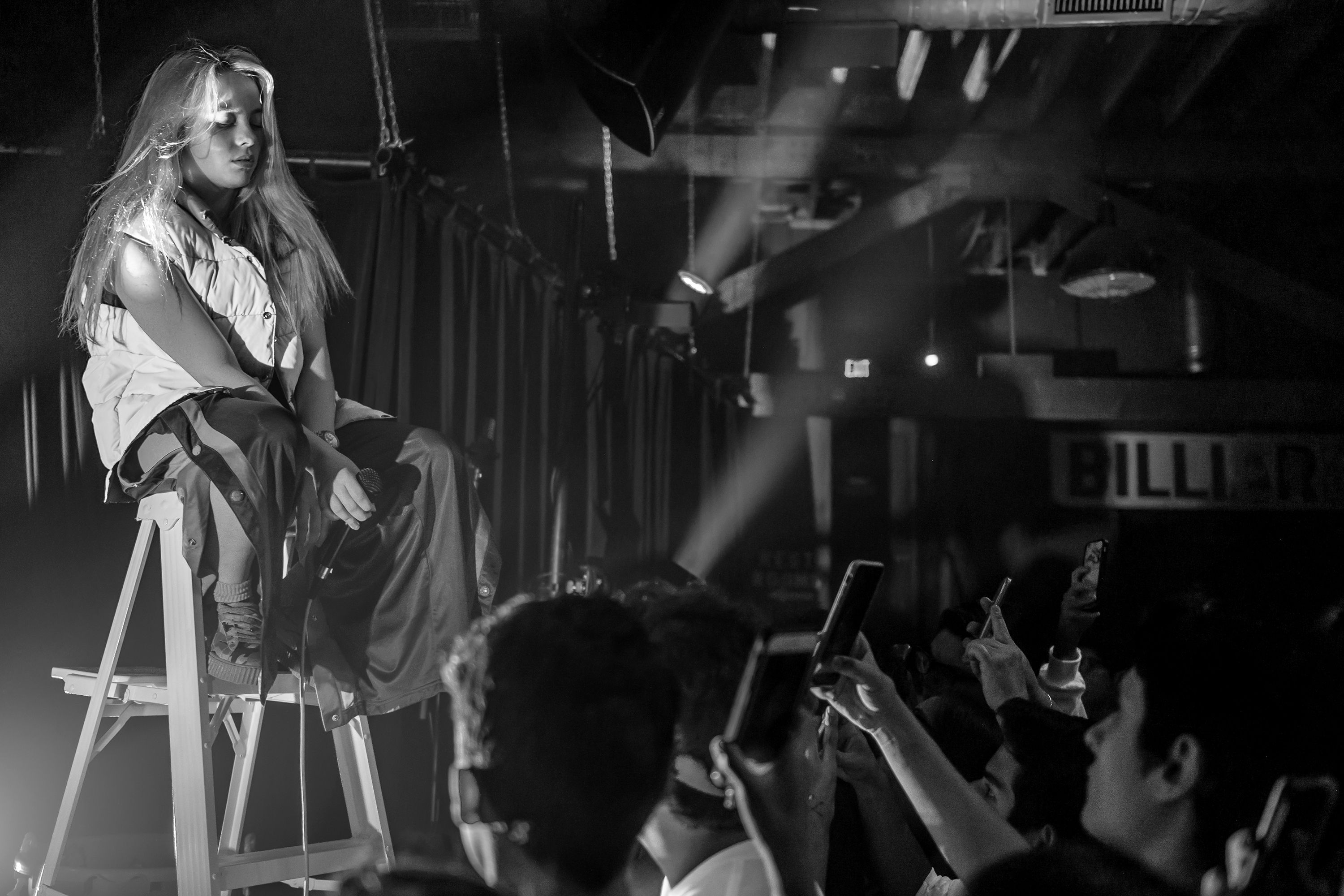
Billie Eilish en live au The Hi Hat à Highland Park, à Los Angeles le 10 août 2017.

Aucun des titres de l'EP précédemment cités n'apparaît dans les classements généraux, ce qui n'empêche pas la chanteuse de se constituer une popularité solide. Ocean Eyes dépasse désormais les 15 millions d'écoutes sur Spotify et apparaît dans la BO du film pour adolescents Everything, Everything. Forte de ces succès et de sa popularité en hausse, Eilish embarque bientôt pour une tournée à travers les États-Unis, qui affiche complet. Avant ce départ, Eilish doit lancer son premier EP. La jeune fille assure un contrôle artistique sur son œuvre : le titre de l'EP (Don't Smile at Me), les titres des morceaux, leur sélection ainsi que leur ordre d'apparition et l'image de couverture.
La soirée de lancement de l'EP est organisée à The Hi Hat, son repaire local, et sort le 11 août 2017. L'œuvre possède au total huit titres : quatre singles sortis après Ocean Eyes, Bellyache et deux chansons qui faisaient déjà partie de son programme de concert sans avoir été enregistrées. Le premier titre est Party Favor, très populaire en concert. Le second est Hostage, qui est une chanson d'amour, à l'opposé de Party Favor. De la publication de Ocean Eyes sur SoundCloud, il aura fallu un peu plus de dix-huit mois pour créer un EP désormais produit par une maison de disque internationale et contenant des titres aux styles et sujets très divers et variés. Mais tous ont un point commun : ils touchent à des sujets souvent sombres et composés avec une grande maturité.
Les critiques, bien que certains se servent du terme « gloom pop » (ou « pop dépressive ») pour qualifier ses chansons (jugées trop négatives), font souvent l'éloge de la qualité des paroles dans les chansons, la tessiture et l'adaptabilité de Billie Eilish et l'harmonie naturelle qui règnent et unissent la jeune fille et Finneas. Ils saluent également la diversité présente dans les textes et dans le style musical. Dans l'ensemble, l'EP est bien reçu.
Habituée des directs sur son compte Instagram, Billie Eilish dévoile parfois des chansons inédites à ses fans lors de ses lives, comme See-Through (« Transparente »), qui apparaîtra deux ans plus tard dans son premier album sous le titre 8, et Limbo (ou 7 DAYS) qui n'a toujours pas été enregistrée à ce jour pour des raisons inconnues, même si cela n'empêche pas certains fans de poster des reprises sur SoundCloud. Durant ses concerts où elle chante l'intégralité de l'EP Don't Smile at Me en Nouvelle-Zélande et en Australie, elle interprète également Limbo dont les fans reprennent les paroles. Durant ses concerts à Auckland, en Nouvelle-Zélande, et à Sydney et Melbourne en Australie (qui ne comprennent que très peu de dates), Billie interprète l'intégralité de ses musiques présentes dans Don't Smile at Me, dont les fans connaissent toutes les paroles. La jeune femme démontre sur scène une énergie, une attitude je-m'en-foutiste, un amour pour ses fans et une passion pour sa musique qui la font s'améliorer de prestations en prestations : « J'essaie d'être aussi énergique que possible sur scène et de m'amuser au maximum. Je veux que les gens fassent du pogo dans la fosse un jour. Ma musique n'en est pas encore là et les gens n'en sont pas encore là, mais j'adore pogoter… Je veux que personne ne reste immobile dans le public ».

#### Retour aux États-Unis et première tournée

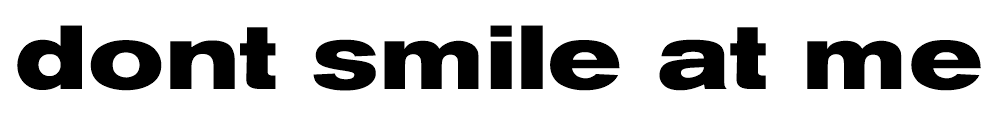
Logo de l'EP Don't Smile at Me.

De retour aux États-Unis, Billie Eilish a juste le temps de profiter de deux semaines de repos avant d'entamer sa tournée nord-américaine. Durant ce laps de temps, et seulement quelques jours après son retour sur le sol américain, sa popularité monte en flèche grâce à la publication d'une nouvelle vidéo : le clip de la chanson Watch, qui est alors à ce moment-là sa vidéo au plus gros budget. Puis, Apple annonce Billie Eilish comme sa nouvelle artiste Up Next. Il s'agit d'une campagne visant à soutenir des musiciens en pleine ascension en mettant à leur disposition « toutes ses ressources pour donner à leur musique une visibilité auprès de nouveaux publics ». Pour l'occasion, Up Next rassemble des images d'archives de son enfance, des clichés de Finneas et d'elle en train de répéter à domicile, une interview de Billie et des commentaires de leurs parents pour réaliser un documentaire. En parallèle, Billie Eilish et Finneas O'Connell sortent trois titres live - à savoir Bellyache, Watch et Ocean Eyes -, accompagnés des vidéos de l'enregistrement, tournées en haute définition dans une pièce avec vue sur Los Angeles. Son statut d'artiste Apple Up Next permet à Eilish de se produire en live dans le The Late Late Show with James Corden. Présentée par Zane Lowe, la prestation d'Eilish est regardée par un million de téléspectateurs. La tournée américaine d'Eilish affiche complet jusqu'à la dernière date. Le succès est tel qu'il dépasse tout ce qu'Eilish et son équipe avaient pu anticiper. Les salles que l'équipe ont réservées, capables d'accueillir 200 à 400 personnes, ne sont plus assez grandes. De même pour la plus grande salle programmée, The Crocodile Rooms à Seattle avec une capacité de 500 personnes et dont les places se vendent en moins d'une demi-heure.
En vue de sa toute première véritable tournée qui s'établira sur une période de plus d'un mois, Eilish doit réfléchir à un artiste pour assurer sa première partie. Elle pense directement à Thutmose, un rappeur né au Nigeria et élevé à Brooklyn, désormais installé à Los Angeles et qui commence à se faire un nom dans le milieu musical. C'est une vidéo de lui en train d'improviser sur la chanson Humble de Kendrick Lamar attire un million de vues et l'attention de Billie Eilish. La jeune artiste à aussi besoin d'un directeur de tournée : Brian Marquin lui est alors présenté. Il gère alors les tournées de groupes punks depuis le début des années 2000 et connaît les bouges et salles clandestines à travers tout le pays. Marquin devient un équipier important pour Eilish même lorsqu'elle passera plus tard à de plus grandes salles de concert et autres Zénith. Pour cette première tournée, Eilish a aussi besoin de machinistes itinérants qui conduiront le van, participeront à la mise en place et géreront les lumières. Billie Eilish étant mineure, Maggie Baird prend part à la tournée. Le rôle de Patrick O'Connell, le père d'Eilish, intervient à ce moment-là : il avait accepté une mission de menuisier et construit des décors pour des poupées Barbie. Mais étant donné que le reste de la famille a décidé de partir pour la tournée, il décide lui d'en faire partie et apprend à maîtriser la régie lumière : « Je me suis dit que c'était une occasion unique. Je voulais être de la partie, parce que c'est sacrément cool », confie-t-il à Rolling Stone. La famille se contente d'hôtels bon marché et partage parfois même une chambre simple.
La tournée comporte onze dates étalées sur dix-sept jours : elle démarre à Los Angeles puis remonte la côte ouest jusqu'à Seattle via l'Oregon, avant de traverser le pays jusqu'à Chicago puis de faire une incursion au Canada pour une seule date à Toronto, puis de descendre la côte est afin d'assurer les dates de New York, Cambrige, Philadelphie et enfin Washington. Eilish et son frère montent pratiquement tous les soirs sur scène. Grâce à quelques mentions sur Snapchat de Kim Kardashian, Eilish se fait une place sur le devant de la scène. L'inédit Limbo est supprimé de la setlist de la tournée au profit d'une chanson non enregistrée, Listen Before I Go, interprétée pour la première fois par Eilish au concert de Melbourne. Puis, le 20 octobre, à Philadelphie, une nouvelle chanson est dévoilée lors du rappel de l'avant-dernière date de la tournée. Il s'agit de Wish You Were Gay. Déjà dévoilée dans une autre version lors d'un live, la chanteuse explique à ce même moment : « Ce n'est censé offenser personne, vraiment. Ça veut littéralement dire que j'aimerais qu'il soit gay parce qu'il aurait une vraie raison de ne pas m'aimer. » La tournée américaine se termine le 21 octobre 2017 à Washington. La tournée européenne affiche elle aussi complet et passe par Paris le 26 octobre, Amsterdam le 27 octobre, Stockholm le 29, Berlin le 1er novembre, et la fait revenir à Londres pour le 2 novembre,.
Grâce à de nombreuses apparitions médiatiques, l'EP ne cesse d'être plébiscité par les fans et les médias. Don't Smile at Me fait alors son entrée dans le Billboard 200 et atteint la 185e place début novembre 2017.

### 2017 - 2018: nouvelles productions et la tournéeWheres My Mind Tour
Dans la foulée, Eilish sort un titre surprise baptisé Bitches Broken Hearts le 10 novembre 2017 qui est alors uniquement disponible sur SoundCloud et en collaboration avec Emmit Fenn. Le titre est un succès, cumulant 600 000 lectures en une semaine et est bien reçu par la critique. En fin d'année, Vevo, service de visionnage, classe la jeune artiste en première position dans sa liste DSCVR d'artistes à surveiller en 2018. À cette occasion, Eilish et son frère enregistrent une performance live de My Boy. Au Royaume-Uni, la BBC fait figurer Billie Eilish dans sa célèbre liste « Sound of 2018 » qui est établie par des critiques, des animateurs radio, des DJ et autres figures de l'industrie musicale. Aux portes du top 5, la jeune fille échoue mais devient la plus jeune artiste à concourir pour ce titre. Ce dernier revient à la chanteuse norvégienne Sigrid. Très populaire depuis ses débuts en Nouvelle-Zélande et en Australie, Eilish fait la couverture en décembre 2017 du magazine néo-zélandais Coup de main, qui représente également sa toute première couverture. À la suite de ce nouveau pari gagné, une nouvelle tournée est annoncée le 27 novembre : intitulée Wheres My Mind Tour, en références aux paroles de la musique Bellyache, celle-ci s'annonce plus ambitieuse encore que la première tournée,.
Avant la fin de l'année 2017, Billie Eilish réserve une dernière surprise à ses fans en révélant le 14 décembre la chanson &Burn, une collaboration avec Vince Staples. Le titre est tout d'abord joint à la chanson Watch, formant une seule et même chanson : Watch & Burn. Puis la musique est séparée en deux lorsque deux versions totalement différentes du morceau émergent en studio. Le 18 décembre, Billie fête son seizième anniversaire. Dès le début de l'année 2018, le clip de la chanson Idontwannabeyouanymore est mis en ligne sous le format 16/9, le 4 janvier. Pendant ce temps, Ocean Eyes jouit toujours d'un grand succès : fin janvier, la chanson reçoit la certification Or de la part de la Recording Industry Association of America (RIAA). Billie Eilish est très vite à l'affiche du festival Laneway dont le premier concert se tient à Singapour. Ce festival rassemble un certain nombre d'artistes indépendants qui se produisent dans une série de festivals à travers l'Australie et la Nouvelle-Zélande. Bon nombre de concerts d'Eilish sont destinés à un public âgé de plus de dix-huit ans et ceux du festival Laneway n'échappent pas à la règle. Parfois, la chanteuse elle-même est parfois obligée de rester dans les coulisses. Lors du festival, son équipe de production parvient à fixer une date au Tuning Fork, à Auckland, une salle de spectacles qui accueille des personnes de tout âge. Pendant leur représentation, Finneas O'Connell dévoile en avant-première son single New Girl, disponible une semaine plus tard, et Eilish interprète pour la toute première fois en public la chanson When the Party's Over. Très plébiscité, le titre est joué dans la setlist de l'artiste pour les petites salles de concert après le festival. Ce dernier arrive à terme début février 2018 tandis qu'Eilish et son frère passe peu de temps avant à la radio nationale australienne Triple J et enregistrent en live des morceaux pour Like a Version, une émission dans laquelle des artistes jouent une chanson de leur propre création puis une musique de l'un de leurs artistes préférés. Eilish et O'Connell interprètent une version acoustique de Bellyache puis Bad de Michael Jackson qui est la première reprise de l'artiste en dehors de ses directs sur les réseaux sociaux.
La tournée Wheres My Mind Tour démarre le 14 février 2018 et comprend des concerts dans huit pays d'Europe et dix-sept dates à travers toute l'Amérique du Nord,. De Paris à Los Angeles, en passant par Milan, Stockholm, Amsterdam, Bruxelles, Berlin, Cologne et Oslo, Billie Eilish enchaîne sa tournée dont les dates affichent complet, avant de faire un arrêt pour l'Okeechobee Music & Arts Festival en Floride. Puis, la tournée reprend avec un arrêt dans sa ville natale puis une escale au Great American Music Hall à San Francisco. L'affiche de la tournée Wheres My Mind Tour en Amérique du Nord annonce quant à elle beaucoup plus de villes et des salles de spectacles beaucoup plus grandes (environ 700 places) que celles de la tournée Don't Smile at Me. Les billets se vendent en moins d'une heure. La première partie est assurée par le nouvel artiste Reo Cragun, spécialisé dans le hip-hop alternatif. La tournée est ensuite suspendue afin que Billie Eilish puisse de nouveau participer au festival SXSW à Austin, après une première participation l'année précédente. En 2018, l'artiste se produit dans cinq salles différentes avant que la tournée ne s'arrête à New York et qu'Eilish ne se produise dans l'émission populaire The Tonight Show Starring Jimmy Fallon. Célébrée par une courte vidéo réalisée par le photographe et vidéaste Gibson Hazard, la tournée se termine en avril 2018. Le single Broken Hearts sort durant la tournée sans qu'aucun titre inédit ne soit dévoilé.

#### Lovely: une étoile montante et animatrice de radio

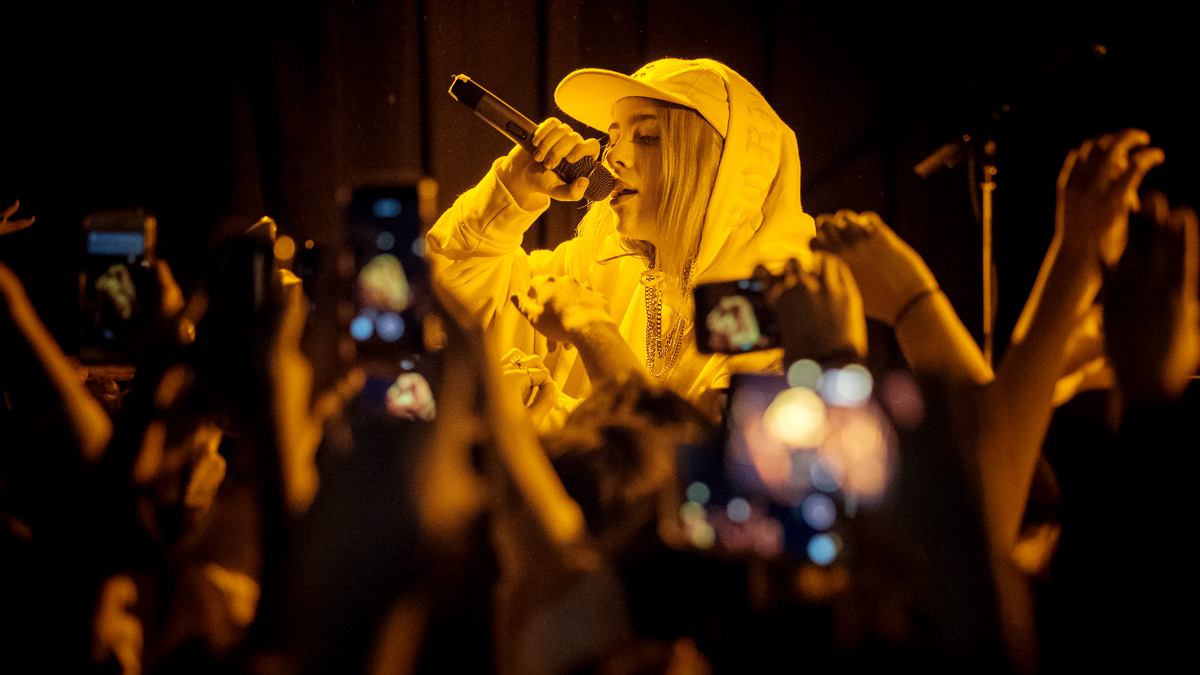
Billie Eilish lors d'un concert le 3 avril 2018 au 7th St Entry.

Deux semaines après la fin de la tournée, le 19 avril 2018, Billie Eilish annonce « Lovely avec @thegreatkhalid » (le compte de Khalid) sur sa page Twitter, qui est une manière assez modeste d'annoncer la sortie du titre en collaboration avec le chanteur. À contrario de la collaboration entre Eilish et Vince Staples sur &Burn qui n'était qu'un couplet implanté dans une chanson, la collaboration entre Eilish et Khalid est un véritable duo. En mai 2018, elle reçoit un coup de pouce quand elle apparaît dans la bande originale de l'épisode 13 de la seconde saison de la série 13 Reasons Why avant d'être samplée dans Goodbye & Good Riddance, l'album de Juice Wrld qui se classe dans le top 5 des meilleures ventes,. Forte de cette popularité, la chanson et surtout son clip, sorti une semaine après le single, cumulent très vite beaucoup de visionnages sur Youtube. En juin 2018, les deux artistes se retrouvent pour se produire au Governors Ball Music Festival à Randall's Island Park à New York. Lors de son concert, Eilish est rejoint par Khalid qui interprète avec elle Lovely, classé comme l'un des moments forts du festival. Le titre fait sensation dans le monde entier et se classe dans le même temps à la 78e place du Billboard Hot 100. Il figure dans le top 5 des meilleures ventes en Australie et en Nouvelle-Zélande alors qu'au Canada, au Royaume-Uni, en Autriche, aux Pays-Bas, en Norvège et en Suède, la chanson est diffusée en boucle à l'antenne et apparaît dans le top 50.
Lovely est la chanson qui permet à Eilish de véritablement être reconnue dans l'industrie musicale, grâce à un large succès commercial. Il s'agit de son premier single à entrer dans le Billboard Hot 100 et jouit d'un temps d'antenne et d'une publicité que n'a jamais connue Eilish pour aucun de ses titres précédents. Dans les semaines qui suivent, le titre enregistre près de 15 millions de visionnages sur Youtube pour un total de 150 millions de lectures et le compte Instagram de Billie Eilish franchit la barre des 3 millions d'abonnés au cours du mois qui suit la sortie du single. Durant cette période, Eilish figure en première page de la section « Vanités » de Vanity Fair, qui est considérée comme la deuxième couverture du magazine. C'est dans cette section que sont mises en valeur les étoiles montantes de l'industrie du divertissement comme Leonardo DiCaprio, Ben Affleck, Keira Knightley, Margot Robbie, Jake Gyllenhaal ou encore Tom Hardy par le passé. Pourtant, à l'exception de Justin Bieber, très peu de musiciens y sont apparus.
En juillet 2018, elle publie via Apple Music une vidéo pour le titre Hostage qui restera trois mois en exclusivité sur la plateforme avant d'être ajouté sur Youtube. Pour ce projet, elle parvient à réunir certains de ses artistes favoris et pour la production, elle fait appel au label belge Mosaert qui est une équipe composée de Stromae et du frère et directeur artistique de celui-ci Luc Junior Tam. Au début de l'été, Eilish s'engage à soutenir le Record Store Day, un évènement qui fait la promotion des disquaires de quartier, en faisant paraître son single Party Favor joué au ukulélé en édition limitée et en vinyle rose, accompagné d'une reprise de la chanson Hotline Bling de Drake. Eilish lance ensuite sa propre émission de radio personnelle sur Apple Music sous le nom Groupies Have Feelings Too, qu'elle présente ainsi : « C'est ce que mes fans entendraient s'ils passaient tout leur temps avec moi. » Durant l'été, elle enregistre six épisodes de deux heures chacun avec pour sujets des discussions entre Eilish et Finneas qui parle de choses très variées comme leur vie privée, permettant au public d'en apprendre davantage sur eux, et une sélection musicale ou le public peut retrouver les artistes favoris d'Eilish tel que Childish Gambino, Tyler, The Creator et J. Cole, énormément de hip-hop ainsi que des morceaux d'auteurs-compositeurs-interprètes, des classiques des années 1960, des bandes-son de films et des titres d'artistes méconnus, dont quelque uns avec qui elle a partagé la scène comme Reo Cragun et Thutmose.
Courant 2018, surtout durant l'été, Eilish donne des concerts à ciel ouvert à de nombreuses reprises comme au Mo Pop à Détroit, à Lollapalooza à Chicago, à Osheaga à Montréal et à Outside Lands à San Francisco. Au Mo Pop, elle intègre au spectacle la chanson You Should See Me in a Crown, sortie dix jours auparavant mais non annoncée au spectacle. Cette musique est présentée pour la première fois dans l'émission d'Annie Mac sur la BBC Radio 1 durant laquelle Eilish révèle s'être inspirée de la série télévisée dramatique Sherlock de la BBC pour la réalisation de ce titre. Puis, une performance en vidéo en live de la chanson est publiée sur Vevo LIFT. En août 2018, le clip vidéo en prise verticale de You Should See Me in a Crown est publié sur Spotify, dans lequel la chanteuse porte une couronne couverte de véritables araignées tandis que des tarentules lui courent sur les mains et le visage. Le titre s'impose rapidement comme un classique des concerts de la chanteuse et certains de ses fans prennent pour habitude de porter leurs propres couronnes pour venir la voir jouer. Sans jamais atteindre la même popularité que Lovely, ce nouveau single se place très bien dans les hit-parades américain, canadien et européen, pénètre dans le top 20 australien et accède à la 3e place en Nouvelle-Zélande.
Le 20 septembre 2018, le chanteur Aeris Roves est en première partie du concert de Billie Eilish, qui commence tout juste à se faire connaitre.

#### Popularité mondiale et la tournée1 by 1 Tour
Le succès de la chanteuse s'étend désormais au-delà des frontières des États-Unis. En août 2018, Eilish s'envole pour la Corée du Sud puis pour les festivals japonais Summer Sonic de Tokyo et d'Osaka. La jeune fille apprécie énormément son voyage en Extrême-Orient, en particulier son séjour au Japon, où elle découvre des styles osés et colorés qui la passionne. Elle profite également de son séjour pour visiter le studio de l'artiste Takashi Murakami, dont les mangas et les illustrations influencés par les animés comptent parmi ses œuvres favorites. La chanteuse se découvre une fascination pour les grandes maisons de mode japonaises.
La tournée Wheres My Mind arrive finalement à son terme à Washington en date du 6 octobre. Pour son retour en Californie, elle interprète You Should See Me in a Crown sur le plateau de Ellen DeGeneres, qui représente sa première apparition à la télévision dans une grande émission. Durant l'année 2018, Eilish compte à son actif près de 70 concerts et est sur le point de commencer sa tournée 1 by 1 qui devrait se terminer peu avant son dix-septième anniversaire. Avec une popularité en croissance et l'attrait des magazines de rock aux revues jeunesse pour la chanteuse, Eilish est programmée dans des salles plus grandes pour cette nouvelle tournée, mais n'est censée jouer que pour 1 000 personnes chaque soir, une idée de son équipe qui préfère prendre son temps vers la célébrité. Les billets sont écoulés en quelques minutes. À cette même période, la petite silhouette humanoïde au nom de Blohsh commence à être associée à Eilish et devient le logo officiel de l'artiste.

Ancien logo de Billie Eilish (2018-2021).

### 2019 - 2020: premier albumWhen We All Fall Asleep, Where Do We Go?

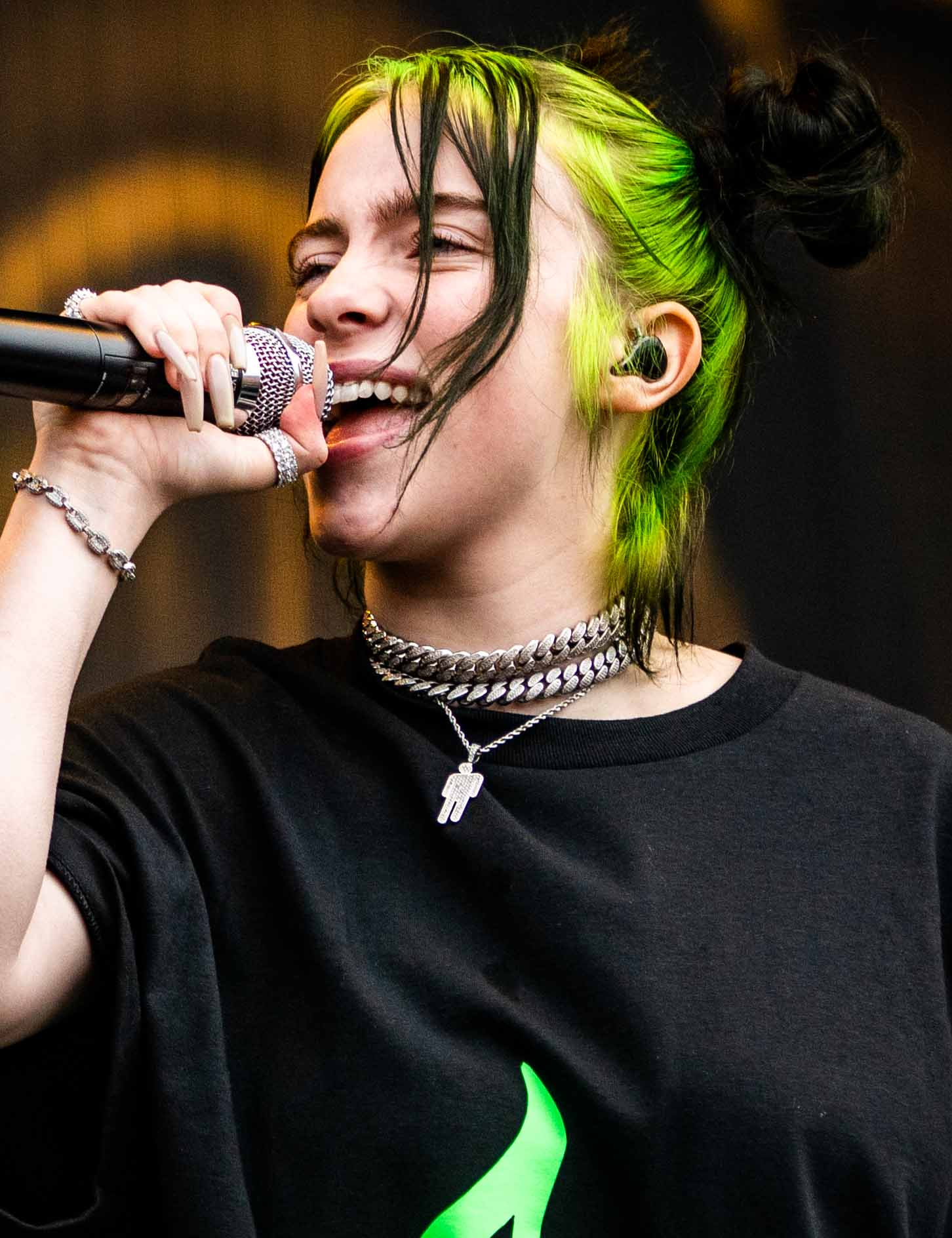
Billie Eilish au Pukkelpop 2019.

2018 est également l'année de sortie des singles Bitches Broken Hearts, You Should See Me in a Crown et When the Party's Over. Le 30 janvier 2019 sort le single Bury a Friend. Dans la foulée, Billie Eilish annonce son premier album intitulé When We All Fall Asleep, Where Do We Go?, qui sort le 29 mars. Quelques semaines avant l'album, elle sort le single Wish You Were Gay. L'album se place no 1 du Billboard 200 dès la première semaine, durant laquelle il se vend à 313 000 exemplaires dont 170 000 « physiques ». L'album est no 1 dans une trentaine de pays. Son single Bad Guy se place au top des ventes sur iTunes et des streams sur Spotify dès sa sortie.
Le 26 janvier 2020, elle remporte 5 récompenses lors de la cérémonie des Grammy Awards.
Elle est la plus jeune artiste jamais choisie pour interpréter la chanson d'un film de James Bond, en l'occurrence le prochain 007 : Mourir peut attendre, dont la sortie est dans un premier temps programmée en novembre 2020. Le 9 février 2020, elle interprète lors de la 92e cérémonie des Oscars la chanson des Beatles composée en 1965 par Paul McCartney : Yesterday, avec son frère Finneas au piano, en hommage à Kobe Bryant et à tous les artistes disparus pendant l'année écoulée. La chanson du nouveau James Bond, No Time to Die est publiée sur l'ensemble des plateformes de streaming musical, les réseaux sociaux et les sites de partage vidéo le 14 février, atteignant rapidement les dizaines de millions d'écoutes.
Le 26 mai 2020, elle publie un court métrage intitulé Not My Responsibility (« Pas ma responsabilité ») dans lequel elle répond aux jugements portés sur son apparence physique ou son style. Ce film est présenté également dans sa tournée Where Do We Go? Tour.
Le 31 juillet, elle dévoile son single accompagné de son clip animé my future, ce dernier étant réalisé par Andrew Onorato.

### Depuis 2021:Happier Than Ever
Lo Vas a Olvidar (espagnol pour « Tu l'oublieras »), est un single mettant en vedette Rosalía dans la bande originale de la série Euphoria de HBO, est sorti en janvier 2021, près de deux ans après avoir initialement fait la promotion de la chanson. Le film documentaire réalisé par R. J. Cutler, Billie Eilish: The World's a Little Blurry, sort sur Apple TV+ et dans certaines salles de cinéma. Le film est salué par les critiques et les fans pour son regard en profondeur sur la vie personnelle de Billie pendant son ascension vers la gloire. Aux 63e Grammy Awards annuels, Billie remporte deux nouveaux prix : le Grammy Award de la meilleure chanson écrite pour les médias visuels, pour la bande originale de James Bond : No Time To Die et le Grammy Award du disque de l'année pour son single de 2019, Everything I Wanted. Dans son discours d'acceptation pour le single de l'année, Billie Eilish déclare que la rappeuse Megan Thee Stallion "méritait de gagner", mais remercie toujours ses fans et son frère Finneas pour ses prix.
Le 27 avril 2021, Billie annonce qu'elle sortira son deuxième album, intitulé Happier Than Ever le 30 juillet de la même année. Le 29 avril 2021, sort le single Your Power ainsi que le clip vidéo.
Le 11 mai, elle est sacrée « meilleure artiste féminine internationale » aux Brit Awards pour la deuxième année consécutive. Happier Than Ever est n°1 du Billboard 200 dès son entrée au classement le 10 août 2021
Le 13 juillet 2023, Billie participe à la bande-son du film Barbie avec le titre What Was I Made For?. En 2024, la chanson est récompensée d'un Golden Globe de la meilleure chanson originale, marquant la deuxième nomination et victoire d'Eilish et son frère dans la catégorie.
En 2024, elle se produit à Los Angeles pour la cérémonie de clôture des Jeux Olympiques de Paris dans le cadre de la passation du drapeau olympique en vue des Jeux olympiques d'été de 2028 célébrés dans la même ville.

### Comparaison et similitudes musicales
Fatalement, Billie Eilish est très souvent comparée à des artistes ayant aussi percé jeunes, notamment des chanteuses qu'Eilish admire : Amy Winehouse, Marina Diamandis (MARINA), Halsey, Melanie Martinez ou encore même Peggy Lee, chanteuse des années 1950. Le rapprochement avec Lana Del Rey est peut-être le plus évident : Billie décrit un jour le titre Off to the Races comme « la chanson la plus badass qu['elle ait] jamais entendue ». Selon Adrian Besley, auteur de la biographie non officielle de Billie Eilish, la tessiture, le phrasé et le débit de Lana Del Rey, ainsi que son authenticité et sa capacité à faire émerger de la beauté dans la tristesse, ont été une influence majeure. Cependant, la jeune chanteuse refuse toute comparaison poussée avec la célèbre artiste. « Je ne veux pas entendre dire que Billie Eilish est la nouvelle Lana Del Rey » confie-t-elle au Los Angeles Times en 2019. « Ne manquez pas ainsi de respect à Lana Del Rey ! Cette femme a une patte unique depuis le début de sa carrière et ne devrait pas entendre des choses pareilles,. »
L'autre artiste avec qui la chanteuse est associée est la Néo-Zélandaise Lorde. Toute deux ont publié sur SoundCloud des titres devenus viraux à un jeune âge, bien que la chanson Royals de Lorde, en 2013, ait cartonné seulement quelques mois plus tard. Elles ont en commun un accompagnement instrumental minimaliste, une écriture incisive et une influence hip-hop. La production de Lorde fait aussi la part belle aux superpositions vocales, et son chant est qualifié de retenu, murmuré et envoûtant, termes souvent utilisés pour décrire le style vocal d'Eilish. Cependant, malgré toutes les caractéristiques qu'elles partagent, les chanteuses sont très différentes par bien des aspects, et elles ont toutes deux prouvé au cours de leurs carrières respectives qu'elles sont des artistes au style unique ayant leurs propres mérites.
L'album When We All Fall Asleep, Where Do We Go? a été comparé aux œuvres de Lorde et Lana Del Rey.

### Style artistique et influences

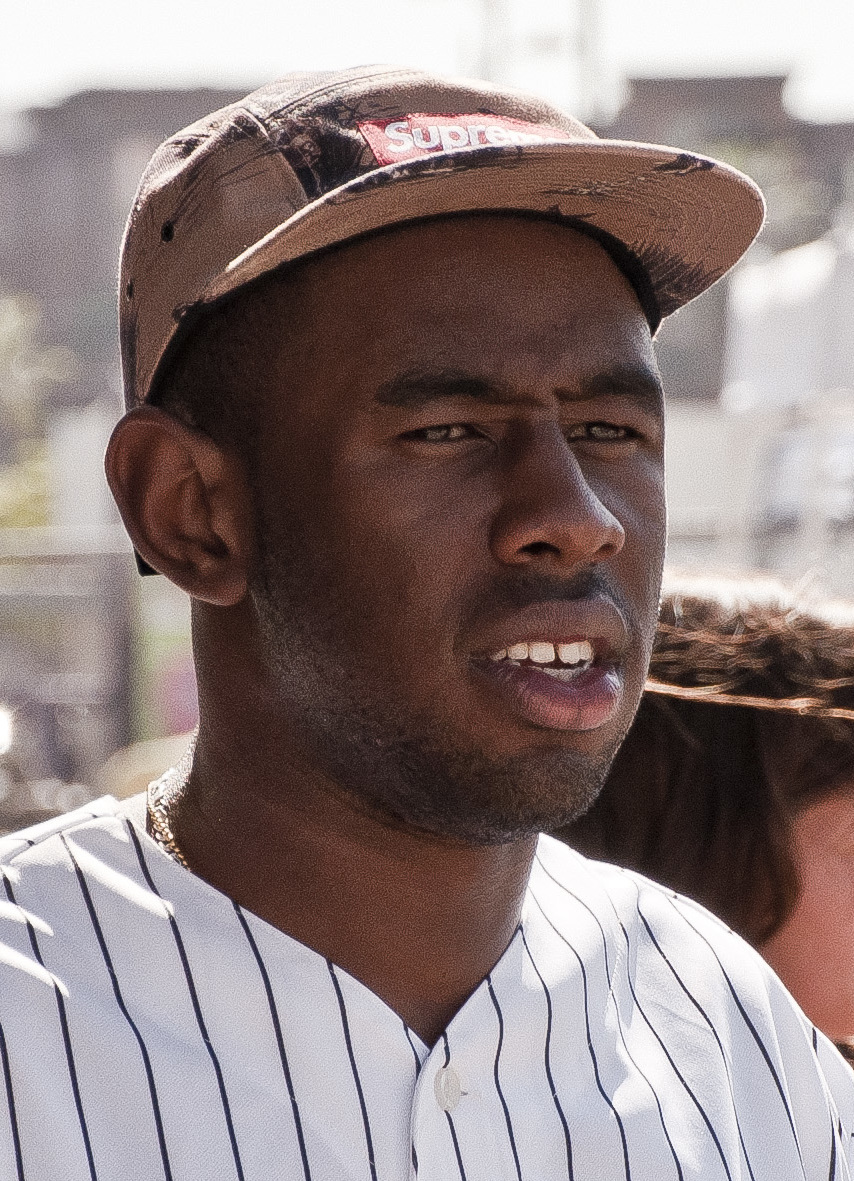
Tyler, The Creator est l'un des artistes préférés de Billie Eilish et une influence majeure pour l'artiste.

Le style musical d'Eilish a souvent été décrit comme doux et émotionnel par les critiques musicaux. Lyriquement, l’album traite des sujets d'espoirs et des peurs de la jeunesse contemporaine, explorant la toxicomanie, le chagrin d'amour, la solitude, la santé mentale et le suicide. Sur ce point, l'album se rapproche du premier album d'Avril Lavigne, Let Go, Billie Eilish ayant elle-même indiqué être fan de la chanteuse et que cette dernière faisait partie de ses inspirations.
Dans un entretien avec Zane Lowe, Billie Eilish a expliqué que l’album s’était largement inspiré des rêves lucides et des terreurs nocturnes, révélant fondamentalement ce qui se passe lorsque vous vous endormez, d’où son titre, et a déclaré lors d’un précédent entretien que c'est censé être un mauvais rêve ou un bon rêve. La chanteuse a expliqué qu'elle et son frère aiment écrire du point de vue d'autres personnes, expliquant que la moitié des chansons de l'album sont des œuvres de fiction et que l'autre moitié est une chose qu'elle était en train de vivre, et personne ne saura jamais laquelle est désignée. L'album est construit autour de la production de O'Connell, qui incorpore fréquemment des basses amplifiées, des percussions minimalistes et des sons supplémentaires de bruitage et acoustique.
Billie Eilish grandit en écoutant les Beatles,, Michael Jackson, Justin Bieber, Green Day, Arctic Monkeys, Nicki Minaj, Britney Spears, Madonna, Amy Winehouse, les Spice Girls, XXXTentacion ou encore Linkin Park.
Du côté des artistes qu'elle apprécie plus récemment, elle trouve aujourd'hui son inspiration chez Earl Sweatshirt, Drake, Big Sean, Childish Gambino, ASAP Rocky, Lana Del Rey, Lorde ou encore Aurora. Tyler, The Creator devient très tôt l'artiste favori d'Eilish et celui l'ayant le plus influencée,. C'est en 2013, dans son centre équestre, que Billie découvre Tyler. Ce jour-là, elle prête main-forte à l'équipe qui s'apprête à accueillir une colonie de jeunes enfants, quand un collègue lui demande si elle aime bien l'artiste en question. Son collègue est surpris d'entendre qu'elle n'a jamais entendu parler de lui, alors même qu'elle a choisi sa photo pour son profil (elle trouvait juste que le chanteur avait l'air cool). Ils écoutent ensemble son tube Tamale, pendant que les enfants de cinq ans prennent leur leçon d'équitation, et Billie accroche aussitôt. Elle commençait à s'intéresser au hip-hop, et il n'est pas surprenant qu'elle ait vu quelque chose de spécial en Tyler, The Creator. Ses chansons traitent souvent de thèmes sombres, voire horrifiques et il n'a pas peur d'explorer ses propres fragilités mentales. Ce qui ressemble assez aux thèmes des musiques d'Eilish. Mis à part le fait qu'ils sont tous les deux originaires de Los Angeles, il existe entre les deux artistes un lien évident : ils partagent un élan créatif qui va au-delà de la musique. Tyler a toujours conçu ses propres œuvres, il réalise ses clips et exerce un contrôle créatif sur tous les aspects de ses enregistrements et de ses concerts. Billie rencontre Tyler dans l'arrière-boutique de ce dernier à Los Angeles. Elle reste une grande fan, le qualifiant de véritable génie. Dans une interview de 2019 à Zane Lowe, Tyler révèle qu'il adore la musique de Billie, et qu'il aimerait collaborer avec elle. La chanteuse répond aussitôt sur Instagram : « Jamais je n'aurais pensé que ces mots sortiraient de la bouche de cet homme. Waouh. Je ne serais rien sans toi, Tyler. Tout le monde le sait. »

## Image publique
Selon Adrian Besley, auteur du livre Billie Eilish - La biographie non officielle, « Cette jeune fille de 15 ans (2017) est un personnage si rafraîchissant dans le monde de la pop. Elle écrit des paroles si élaborées qu'on lui donne plus que son âge ; elle est capable d'interpréter ses chansons avec émotions, humour et sincérité. Elle cultive une image unique, colorée et reconnaissable ; et, dans les interviews, elle se révèle attachante et intelligente, tout en gardant son identité propre adolescente. » Également, selon lui, au moment de la sortie de l'EP Don't Smile at Me, « Billie possède son style familier, avec percussions minimalistes et synthé obsédant - laissant suffisamment de marge pour pouvoir se lâcher avec force bruit lors de certains concerts - ce sont les paroles et la façon de chanter de Billie qui la font sortir du lot. »
En 2017, alors même que les titres de son EP font à peine leur apparition, la jeune fille cumule plusieurs centaines de milliers d'abonnés sur les réseaux sociaux : 200 000 personnes la suivent sur Instagram tandis qu'elle est de plus en plus reconnue dans la rue. La jeune artiste est désormais de plus en plus sollicitée pour des interviews. À la sortie de Don't Smile at Me, Eilish possède une base de fans aux États-Unis qui ne fait que s'agrandir mais pas seulement : sa popularité s'accroit également au Royaume-Uni, au Canada, en Nouvelle-Zélande et en Australie. La critique professionnelle fait les éloges de l'EP et qualifie Billie Eilish un prochain grand talent de l'univers musical. Le titre de son premier EP offre à Billie Eilish un concept sur lequel elle consolide son image. Il s'agit d'un titre « provocateur et péremptoire ». Décrite comme une personne souriante, drôle et qui aime rire, ce titre est « une sorte de concentré de sa réaction contre un sentiment qui lui pèse : l'injonction de sourire (et de faire une musique qui ne soit pas triste et déprimante) quand elle n'en a pas envie ». Elle assure : « Je déteste sourire. Quand je souris, je me sens faible, impuissante et petite. » Eilish n'aime pas être obligée de répondre aux gens qui lui sourient dans la rue et affirme qu'au repos, son visage prend une expression méchante et profondément triste.
Eilish a aussi la réputation d'être une personne relativement sympathique et terre à terre. Toujours en août 2017, alors que l'EP lui rapporte plus de fans de jour en jour, elle réalise un live sur son compte Instagram ou elle s'accompagne d'une guitare, d'un ukulélé et de son piano en reprenant plusieurs chansons comme The Hill de Markéta Irglová, Jealous du chanteur anglais Labrinth et Dancing on My Own de l'artiste suédoise Robyn. Eilish démontre aussi sa facilité à chanter dans une langue étrangère, l'espagnol, en reprenant Eres tú, tube des années 1970. Grâce à ses interprétations intimistes, Eilish démontre son habileté à exécuter les chansons d'autres artistes mais également à se les approprier avec beaucoup d'émotion. Dans ce même live, son caractère simpliste se révèle : elle répond aux questions des fans, s'émerveille du soutien qu'elle reçoit des pays lointains comme le Brésil ou le Mexique, se montre ouverte à tout type de sujets dont sa vie privée notamment ses amitiés et ses histoires de cœurs, reconnait le nom des proches qui lui envoient des messages. Elle profite également de ses sessions live pour dévoiler des chansons inédites à ses fans comme See-Through qui figurera plus tard sur l'album When We All Fall Asleep, Where Do We Go?. Elle a aussi la réputation d'être proche de ses fans, n'hésitant pas dans ces concerts intimistes à attraper chaque main tendue, distinguer chaque visage et rencontrer tous ceux qui l'attendent à la sortie et poste même des vidéos d'eux pendant les concerts sur Instagram. Alors qu'elle se trouve à New York pour sa tournée Don't Smile at Me, Eilish intervient en direct à la télévision à l'occasion de l'émission TRL de MTV dans laquelle elle aide un membre du public à gagner de l'argent dans le jeu Older or Younger.
La popularité d'Eilish s'accroit de mois en mois : au 24 octobre 2018, elle cumule un total de 5 millions d'abonnés puis cumule au 10 juin 2019 plus de 24 millions d'abonnés puis, au 29 janvier 2020, plus de 50 millions sur le réseau social Instagram,,.

### Style vestimentaire
« Je n'aurai jamais cru en arriver là un jour. Depuis que je suis toute petite, la mode a toujours été centrale dans ma façon de m'exprimer. Je ne pensais pas que c'était possible, et pourtant me voilà »[évasif]

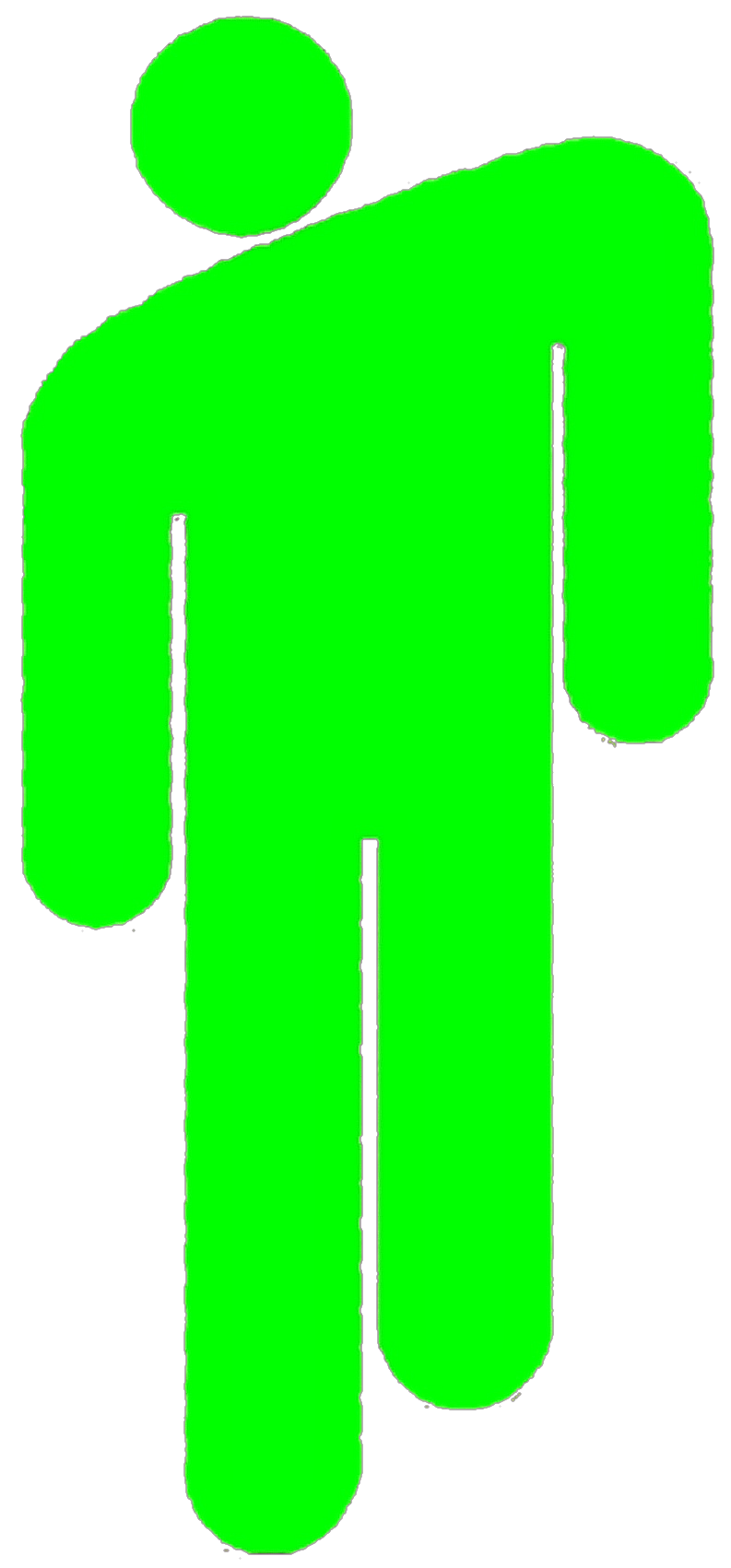
Logo de Blohsh.

L'image de Billie est façonnée par sa publicitaire, Alexandra Baker, qui la met en contact avec la styliste Samantha Burkhart. Cette dernière n'a pas créé le style de Billie Eilish, mais l'a aidée à parfaire son allure. Si Eilish a pris du plaisir à grandir à Los Angeles, elle fait partie de ceux qui n'aiment pas le soleil californien. Étant adepte d'habits larges et de superpositions de couches, le climat de sa ville n'est donc pas l'idéal. Billie Eilish porte des tenues qui semblent inconfortables mais ne laissent personne indifférent, que l'impression soit bonne ou négative. Elle dévoile au magazine Vice : « Il m'arrive de mettre quatre manteaux. J'ai porté des pantalons sur les bras ; un jour, j'ai enfilé un pantalon camel comme une chemise. » Le travail de Burkhart consiste à aider Eilish à développer son style et à lui dégoter d'autres tenues tout aussi branchées. Selon elle, la jeune fille aime le fait qu'elle puisse s'exprimer à travers ses vêtements sans avoir peur d'être jugée. Elle essaie de changer de tenue aussi souvent que possible, voire tous les jours, tout en portant des habits qu'elle n'avait jamais portés auparavant ou alors qu'elle a modifiés : elle dessine sur ses chaussures, retourne ses chemises ou coupe son pantalon. Elle dit aussi aimer mélanger des vêtements de friperie avec des grandes marques. Ses préférées sont Gucci, Fendi, Off-White et Golf Wang.
Lors de son premier concert au Rickshaw Stop, à San Francisco, Billie Eilish se révèle avant-gardiste et adepte des vêtements larges : sur les photos, on la voit debout derrière le micro, en T-shirt blanc XXL et pantalon de jogging gris, ses longs cheveux blonds détachés, avec la raie au milieu. Lors de l'évènement Young Hollywood à Malibu fin septembre 2016, Eilish se présente vêtue d'une robe T-shirt verte, avec un pendentif assorti et une casquette de camouflage vissée sur ses nattes. Pour les besoins du numéro spécial du magazine Elle, « Women in Music », elle pose aux côtés de Kacy Hill. Postée derrière son acolyte, Billie passe ses bras autour d'elle. Ses cheveux argentés sont assortis à sa veste à capuche Paco Rabanne à 1 500 dollars et à un collier Tiffany & Co. à 11 000 dollars (qu'on lui a prêté et qu'elle porte avec ses propres bijoux).
Avec la popularité croissante d'Eilish, surtout après la sortie du titre Lovely en 2018, la jeune fille peut se permettre de s'adonner à ses passions comme la mode et a désormais accès à toutes les dernières créations des plus grands couturiers. Ainsi lors des BRIT awards en 2020, elle arbore une tenue Burberry et des bijoux de Dauphin pour la première mondiale de No Time to Die et recevoir la récompense d'artiste de l'année.
Depuis sa toute première interview, la chanteuse n'a jamais caché son amour de la mode et affirme à de multiples reprises ses ambitions de créer sa propre ligne de vêtements. Elle porte déjà régulièrement des habits faits par elle-même et accorde selon ses goûts des pièces de grands couturiers. Ses grands habits amples et colorés ont aussi contribué à attirer sur elle l'attention de nombreuses personnes qui ne connaissaient pas vraiment sa musique. Son apparition à la Fashion Week de New York en septembre 2018 n'est donc pas une surprise. Elle est aussi au premier rang de la présentation de la collection Calvin Klein auprès de célébrités comme Jake Gyllenhaal, Odell Beckham Jr., Rami Malek, Mia Goth, ASAP Rocky et son ami Khalid,.
Avec sa popularité et un style « inimitable », les couturiers font appel aux services de la chanteuse et celle-ci devient officiellement mannequin pour l'agence NEXT Model Management le 24 octobre 2018 à l'âge de seize ans et promeut des produits de prêt-à-porter et de beauté,.
Plus tard, elle s'écartera de ce seul style.

#### Blohsh
Alors qu'Eilish continue son ascension musicale, la jeune femme développe son propre logo officiel sous le nom de Blohsh qui était à l'origine un gribouillage de l'artiste. Celui-ci apparaît régulièrement sur ses posters et sur la plupart des produits dérivés. En parallèle, Eilish développe sa propre gamme de vêtements. Entre autres, des pulls à capuche à motifs et des bonnets fluorescents apparaissent dans sa boutique en ligne et ont tous été créés dans le même carnet lui appartenant et où le logo de la marque a également été créé. Dans sa méthode de travail, Billie Eilish dessine tout d'abord un habit blanc et vierge avant de le colorier et d'ajouter ses créations. Blohsh se décline sous forme de pendentif, d'imprimé en multiples exemplaires le long de la manche d'un sweater ou encore en diamants factices au centre d'un T-shirt. Cette dernière création est le fruit d'une collaboration avec la marque Joyrich qui est implantée à Los Angeles.

### Droits des femmes
Eilish ne s'est jamais déclarée féministe, mais tout ce qu'elle dit ou fait suggère que les droits des femmes sont au cœur de ses convictions.
En tant qu'artiste féminine, Eilish a battu des records en devenant la première femme à gagner les quatre Grammy des catégories reines et la seule à inscrire quatorze chansons dans le top 100 du Billboard en une semaine tout en étant élu femme de l'année 2019 par le magazine Billboard. Pour son discours de remerciements après cette distinction, elle remercie celles qui dans l'industrie musicale ont « ouvert la voie à son succès » : elle mentionne Ariana Grande ou Taylor Swift, entre autres, et ajoute : « Les femmes qui, par le passé, ont fait ce qu'elles n'étaient pas censées faire m'ont facilité la vie et m'ont permis de faire ce que je veux et d'être ce que je veux. »
En 2019, alors qu'elle se produit en concert dans la ville d'Atlanta, elle dit désapprouver sur Instagram la décision des législateurs géorgiens de « priver les femmes de leurs droits » après que l'État a pris des mesures drastiques contre leur accès à l'avortement. Puis, elle se joint à Lady Gaga, Ariana Grande et d'autres artistes dans le but de soutenir la campagne de la Planned Parenthood Federation pour les droits liés à la procréation.
Certains interprètent également les vêtements amples caractéristiques de Billie Eilish comme un refus de la « sexualisation » supposée des femmes dans l'univers musical. Cependant, l'origine de ses choix vestimentaires n'est pas forcément un choix de revendication : « L'élaboration de son style est liée à son propre sens de la mode, à son confort physique et mental, et à un désir de cacher une partie d'elle-même au monde. En portant ces vêtements larges, parfois oversize, Billie Eilish prouve qu'elle refuse de se conformer à l'image médiatique typique de la chanteuse en général, mais elle refuse également de condamner celles qui le font et se réservent le droit de porter des vêtements plus légers si elles préfèrent. »
Plus tard, d'ailleurs, sa liberté, lorsqu'elle sera plus mature et confiante, sera de s'écarter un peu de cette image en changeant d'apparence capillaire et vestimentaire, ce qui suscitera des réactions mitigées auxquelles elle répondra. Jean-Paul Gaultier notamment regrettera l'évolution de son apparence. Pour certains détracteurs de cette évolution, elle aurait subi un formatage par l'industrie musicale et le « patriarcat » : suivant cette analyse, il ne s'agirait pas du passage à encore plus de liberté et moins de complexes concernant des normes et choix corporels, sur le plan physique et mental, en tant que personne plus mature, mais plutôt de la révélation de l'obéissance à des normes, y compris en passant de celles (peu « genrées ») acceptables voire préférées pour la pop adolescente à une sexualisation en tant qu'artiste féminine arrivant à l'âge adulte. Elle surprend notamment en faisant la Une du Vogue britannique en pin-up méconnaissable, en corset Gucci, inspirée par Betty Brosmer (en) le 2 mai 2021.
Elle soutient le mouvement body positive. Elle a ainsi écrit et produit en 2020 le court-métrage Not my responsibility en réponse au body shaming qu'elle subirait et aux standards de beauté qui seraient imposés à l'apparence des femmes.

### Activisme
Billie Eilish est une activiste et, outre son engagement pour des causes féministes comme le droit à l'avortement ainsi que les droits LGBT aux États-Unis, combat notamment le réchauffement climatique. Son album When We All Fall Asleep, Where Do We Go? contient notamment une chanson sur ce sujet, All the Good Girls Go to Hell, dans laquelle on peut entendre :

« L'Homme est un imbécile, pourquoi le sauvons-nous ? Ils s'empoisonnent eux-mêmes, et ils implorent notre aide ! Les collines brûlent en Californie, c'est à mon tour de vous ignorer, ne dites pas que je ne vous ai pas prévenus. »

Elle participe à la Marche pour le climat de Los Angeles en 2019 et soutient l'écologiste Greta Thunberg en disant notamment :

« [Greta Thunberg] ouvre la voie, elle fait son truc et je suis honorée d'être comparée à elle. Il faut espérer que les adultes et les personnes âgées commencent à nous écouter [sur le changement climatique] afin que nous ne mourions pas tous. Les personnes âgées vont mourir et ne se soucient pas vraiment de notre mort, mais nous, nous ne voulons pas encore mourir. »

Elle publie également une vidéo intitulée Our House Is On Fire (« Notre maison est en feu »), commençant par ces mots :

« Notre Terre se réchauffe et le niveau de nos océans s'élève. Les conditions météorologiques extrêmes détruisent des millions de vies. »

En outre, engagée en faveur du bien-être animal, ainsi que le révèle son mode de vie au quotidien, elle n'accepte de porter au Met Gala du 13 septembre 2021 une tenue différente de son style habituel pour la marque Oscar de la Renta qu'à condition que celle-ci cesse de commercialiser de la fourrure animale, ce à quoi la marque accède. L'association PETA la considère comme la personnalité de l'année 2021.
Elle encourage également ses fans à agir en faveur de cette cause. Pourtant, sa marque de mode Blohsh ne mentionne aucun label éthique.[réf. nécessaire]
Elle soutient également le mouvement antiraciste Black Lives Matter, en s'exprimant notamment avec ce texte posté sur son compte Instagram :

« La société te donne des privilèges simplement pour être blanc. […] Et personne ne dit que cela te rend meilleur que qui que ce soit. Mais ça te laisse vivre sans avoir besoin de craindre pour ta survie simplement à cause de ta couleur de peau. Tu es privilégié ! […] Le slogan « black lives matter » ne veut pas dire que les autres vies ne comptent pas. Il apporte de l'attention au fait que la société pense clairement que les vies des Noirs n'ont pas de p*tain d'importance. Et elles en ont, p*tain ! »

Elle participe aux manifestations de ce mouvement, notamment en mai 2020.
Son opposition à Donald Trump fait explicitement partie de son militantisme. Elle soutient Joe Biden en tant qu'opposant à celui-ci pour l'élection présidentielle américaine de 2020 et appelle au vote démocrate. Elle soutient ainsi que son frère Kamala Harris pour l'élection présidentielle américaine de 2024 et appelle à voter pour elle, en disant « On ne peut pas laisser des extrémistes contrôler nos vies, nos libertés et notre futur. » et au nom notamment de la « justice sociale », et dit espérer qu'une femme préside son pays afin de se sentir en sécurité. Elle réagit à la victoire de Donald Trump en dénonçant « une guerre contre les femmes ».
En avril 2024, elle s'illustre au nombre des 250 vedettes musicales mobilisées contre les IA risquant selon elles de remplacer les artistes humains.
Lors de la cérémonie des Oscars 2024, perturbée par des manifestations propalestiniennes, elle fait partie des artistes engagés au sein du collectif Artists4Ceasefire (en) qui demandent par le port de pin's rouges le cessez-le-feu entre Israël et le Hamas.

## Vie privée

### Relations
Eilish est sortie avec le rappeur Brandon Adams, qui porte le nom de scène 7 : AMP, entre 2018 et 2019.
Entre avril 2021 et mai 2022, elle a été en couple avec l'acteur Matthew Tyler Vorce.
Fin octobre 2022, il a été rapporté qu'Eilish sortait avec le chanteur Jesse Rutherford. Le couple se sépare en mai 2023.
En octobre 2023, il a été rapporté qu'elle avait une liaison avec un tatoueur de célébrités, David Enth.
Billie Eilish est queer. Le 2 décembre 2023, la chanteuse fait son coming out en annonçant sa bisexualité, déclarant à ce sujet : « Je pensais que tout le monde le savait déjà. » Si elle avait pu le laisser penser auparavant, elle parle ensuite au même média d'une déclaration artificielle et forcée sur ce thème, donc d'un outing.
Au début de sa carrière, elle entretenait le flou sur sa vie intime en disant craindre les jugements, notamment l'exposition de sa rupture par les médias. En octobre 2024, elle indique au magazine Vogue qu'elle veut se concentrer sur sa vie d'artiste et ne plus jamais parler publiquement de sa sexualité.
Son album Happier Than Ever parle de l'emprise et des relations dites toxiques. Elle dit que cela s'appuie sur son expérience personnelle et déclare avoir été abusée étant mineure. La dernière chanson de cet album, Male Fantasy, parle de son addiction aux films pornographiques, qu'elle dit avoir combattue dès l'âge de onze ans. Elle déclare que cette dépendance à des contenus ne reflétant pas la réalité et humiliants pour la femme, dans lesquels elle espérait s'identifier aux acteurs, a été préjudiciable à sa façon réelle de commencer à vivre la sexualité et le consentement, en plus d'aggraver ses problèmes récurrents de paralysie du sommeil et de terreurs nocturnes à l'adolescence.
Billie Eilish déclare au Sunday Times que connaître la maternité est depuis toujours un souhait pour elle, si profond qu'elle préférerait mourir que ne jamais le réaliser.

### Psychologie
Dès le début de sa carrière, Eilish dévoile des failles psychologiques dont la dépression ou les idées noires comme elle l'admet elle-même à la fin de l'un de ses directs sur son compte Instagram avec la phrase « je suis si triste ». Lorsque l'artiste écrit et interprète pour la première fois la chanson Listen Before I Go, une lettre de suicide en chanson, Billie Eilish souffre d'une réelle dépression. Elle souffre très jeune d'anxiété, de rapports difficiles à son corps, de manque de confiance en elle et de tristesse irrationnelle.
En juillet 2019, Eilish parle de ses problèmes de dépression au magazine Rolling Stone, quelques mois seulement après en être sortie. Elle dévoile notamment qu'une blessure l'a empêchée de danser et que cela fait partie des raisons principales qui l'ont plongée dans une longue dépression jusqu'à au moins ses dix-sept ans. Elle confie d'ailleurs à la présentatrice Gayle King en 2020 : « J'étais malheureuse et triste. Je ne pensais pas être de nouveau heureuse un jour. » Le soutien de sa mère, son amour pour la scène et la chance de pouvoir rencontrer ses fans l'ont aidée à traverser ces moments douloureux. Selon la chanteuse, l'année 2018 est la période la plus difficile de sa vie.
De plus, elle déclare qu'une puberté précoce a compliqué son rapport à son corps et globalement sa santé mentale, sujet sur lequel elle s'engage, au point de la confronter à la dépression avec des troubles anorexiques, et elle confie une hypersensibilité qui l'amène à pleurer facilement.
Elle se définit comme une croyante devenue une agnostique qui aimerait que Dieu existe.

#### Syndrome de Gilles de La Tourette et TDAH
Fin 2018 paraît une compilation vidéo sur YouTube,. Elle réunit tous les moments où, en interview, les sourcils de Billie Eilish tressautent, ses yeux se révulsent, où sa tête fait des mouvements brusques. Ces tics subtils peuvent passer inaperçus sur le moment, mais ainsi accolés, on y reconnait des symptômes caractéristiques du syndrome de Gilles de La Tourette. L'idée répandue sur cette maladie est qu'on imagine généralement une incapacité à retenir des jurons compulsifs et involontaires, mais ces tics physiques sont des symptômes bien plus courants. En ce qui la concerne, elle est atteinte de tics physiques et non verbaux.
Très jeune, Billie Eilish a été diagnostiquée porteuse de ce syndrome accompagné d'un TDAH et elle est capable de réprimer tout mouvement désordonné devant les caméras. Si elle n'a jamais abordé le sujet, c'est qu'elle ne veut pas être systématiquement associée à ce trouble,. Cependant, la vidéo attire l'attention sur ce point sensible. Le 27 novembre 2018, Eilish explique sur Instagram qu'ayant grandi avec, elle est habituée aux tics, et que pour ses amis et sa famille, ils font partie d'elle. Sur une note plus triste, elle laisse entendre à quel point cela peut être problématique : « Les SUBIR est une tout autre souffrance », écrit-elle avant de préciser que réprimer les tics ne fait qu'empirer les choses une fois le moment passé,.
La manière si factuelle dont elle traite le sujet, admettant même que ces vidéos étaient « assez marrantes », en dit long sur la relation de la chanteuse avec ses fans,. Elle comprend leur curiosité et est déterminée à rester aussi ouverte que possible. Elle a d'ailleurs partagé sa peur de l'eau.

### Synesthésie
Eilish indique présenter une synesthésie, phénomène qui dans son cas se manifeste notamment par l'association de couleurs et de chiffres à des personnes et à des objets. Comme d'autres artistes musicaux, elle associe également des notes de musique et chansons à des stimulations visuelles chromatiques notamment.

### Blessures physiques
Au moment où le titre Ocean Eyes commence justement à devenir populaire, Eilish se déchire le muscle fléchisseur de la hanche à l'âge de quinze ans en plein cours de danse. Très récurrente chez les jeunes filles actives entre treize et quinze ans, cette blessure est une lésion des cartilages. Dans le cas de la jeune chanteuse, sa blessure se révèle assez grave : l'os s'est séparé du muscle de la hanche.
La deuxième blessure grave d'Eilish intervient en 2018, à la fin d'un concert à Lollapalooza, où elle se foule la cheville, ce qui la force à porter une botte orthopédique pour le reste de la tournée. Puis, à Los Angeles en juillet 2019, elle se tord une nouvelle fois la cheville en tombant dans un escalier juste avant de monter sur scène mais assure le spectacle du début à la fin. En septembre, son autre cheville se foule lors d'une mauvaise réception due à un saut en plein concert à Milano Rocks en Italie. Mais, déterminée à finir le spectacle, elle continue toute la représentation assise sur une chaise jusqu'à ce que la douleur devienne insupportable.
Billie Eilish suit un traitement régulier d'acupuncture, de massages, de thérapie physique, d'exercices d'étirements et de strapping.
Elle présente une hypermobilité articulaire.

### Mode de vie
Accompagnée par sa famille, Billie Eilish est végétarienne depuis très jeune et végane depuis l'âge de douze ans, comme elle le dévoile en 2019 à l'occasion d'une publication sur son compte Instagram pour célébrer les dix ans de la campagne internationale Meat Free Monday (« Lundi sans viande »). Elle est principalement végétalienne en raison de l'amour qu'elle porte aux animaux et partage en juin 2019 une vidéo sur laquelle des employés maltraitent des veaux qui viennent de naître dans une ferme de l'Indiana. Dans un commentaire, elle dénonce les personnes capables de regarder ces images sans avoir la moindre once d'humanité à l'égard d'une telle cruauté.
Son régime végétalien s'est révélé lors de ses premières tournées. À l'occasion d'une publicité Uber Eats, elle réalise elle-même un road trip à travers les États-Unis où elle dresse la liste de ses restaurants vegan préférés dont Electrified Wild Blueberry Pancakes à Austin, le Love Life Salad à Miami ou encore le Guac Burgers à New York.

## Discographie

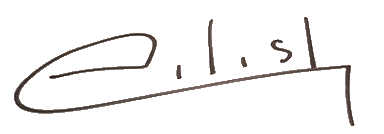
Signature de Billie Eilish.

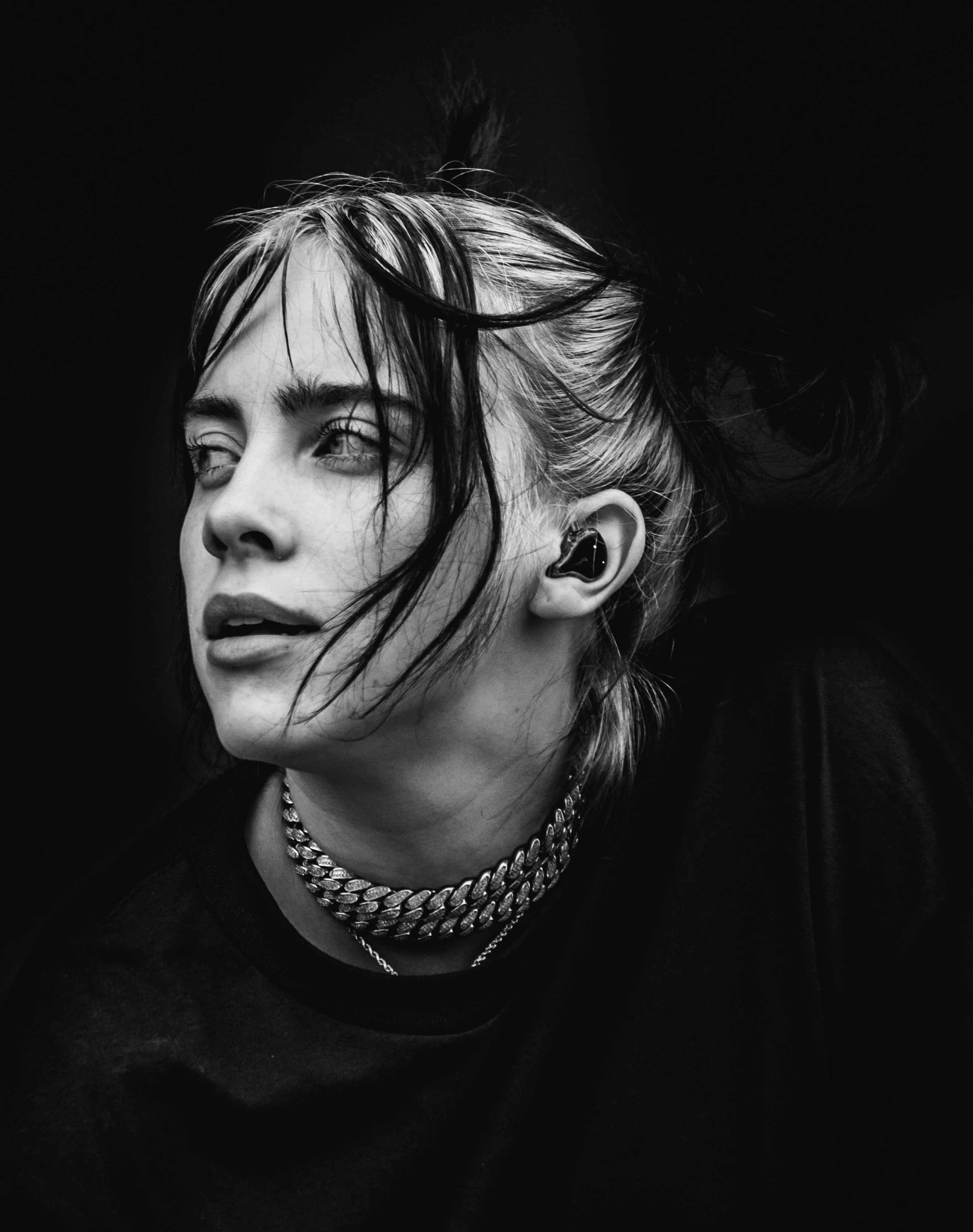
Billie Eilish au festival de musique belge Pukkelpop à Kiewit en 2019.

### Albums studios
- When We All Fall Asleep, Where Do We Go? (2019)
- Happier Than Ever (2021)
- Hit Me Hard and Soft (2024)

### EP
- Don't Smile at Me (2017)
- Guitar Songs (2022)

### Singles
- Six Feet Under (2016)
- Bored (2017)
- bitches broken hearts (2018)
- lovely (with Khalid) (2017)
- come out and play (2018)
- WHEN I WAS OLDER - Music Inspired By The Film ROMA (2019)
- everything i wanted (2019)
- No Time To Die (2020)
- Lo Vas A Olvidar (with ROSALÍA) (2021)
- ilomilo - Live From The Film - Billie Eilish: The World’s A Little Blurry (2021)
- Never felt so alone, Labrinth (with Billie Eilish)(2023)
- What Was I Made For? - From Barbie Movie (2023)

### Podcasts
| Année | Titre | Rôle                                      | Notes   |
| ----- | --- | ----------------------------------------- | ------- |
| 2018  | Groupies Have Feelings Too ep 1 Groupies Have Feelings Too ep 2 Groupies Have Feelings Too ep 3 Groupies Have Feelings Too ep 4 Groupies Have Feelings Too ep 5 Groupies Have Feelings Too ep 6 | Co-présentatrice (avec Finneas)           | Beats 1 |
| 2020  | me & dad radio ep 1 me & dad radio ep 2 me & dad radio ep 3 me & dad radio ep 4 me & dad radio ep 5 me & dad radio ep 6                                                                         | Co-présentatrice (avec Patrick O'Connell) | Beats 1 |

## Filmographie

### Films
- 2020 : Not My Responsibility (en) : elle-même[202]
- 2020 : Coachella: 20 Years in the Desert : elle-même[203]
- 2021 : Billie Eilish: The World's a Little Blurry sur Apple TV+ : elle-même[204]
- 2021 : Happier Than Ever: A Love Letter to Los Angeles (en) : elle-même[205]
- 2022 : Quand Billie a rencontré Lisa : elle-même[206]

### Séries télévisées
| Année | Titre                       | Rôle      | Notes                                                | Ref.    |
| ----- | --------------------------- | --------- | ---------------------------------------------------- | ------- |
| 2019  | Saturday Night Live         | Elle-même | Épisode : "Woody Harrelson/Billie Eilish"            | [ 207 ] |
| 2020  | Justin Bieber: Seasons (en) | Elle-même | Épisode : "The Finale"                               | [ 208 ] |
| 2021  | Saturday Night Live         | Elle-même | Épisode : "Billie Eilish"                            | [ 209 ] |
| 2022  | Sesame Street               | Elle-même | Épisode : "Elmo's Number Adventure"                  | [ 210 ] |
| 2023  | Swarm                       | Eva       | 4e épisode : "Running Scared"                        | [ 211 ] |
| 2023  | Saturday Night Live         | Elle-même | Épisode : "Kate McKinnon/Billie Eilish"              | [ 212 ] |
| 2024  | CBeebies Bedtime Stories    | Elle-même | Épisode : "Billie Eilish - This Moose Belongs to Me" | [ 213 ] |

## Tournées

### En tête d'affiche
- Where's My Mind Tour (2018)
- 1 By 1 Tour (2018)
- When We All Fall Asleep Tour (2019)
- Where Do We Go? Tour (2020)
- Happier Than Ever World Tour (2022)
- Hit Me Hard and Soft World Tour (2025)

### Première partie
- Florence and the Machine : High as Hope Tour (2018-2019)
- Jessie Reyez : Happier than ever world tour (2022)

## Distinctions

### Apple Music Awards
| Année | Œuvre                                                    | Récompense                    | Résultat  |
| ----- | -------------------------------------------------------- | ----------------------------- | --------- |
| 2019  | Billie Eilish                                            | Artiste global de l'année     | Remportée |
| 2019  | Billie Eilish                                            | Auteur compositeur de l'année | Remportée |
| 2019  | When We All Fall Asleep, Where Do We Go? - Billie Eilish | Album de l'année              | Remportée |

### American Music Awards

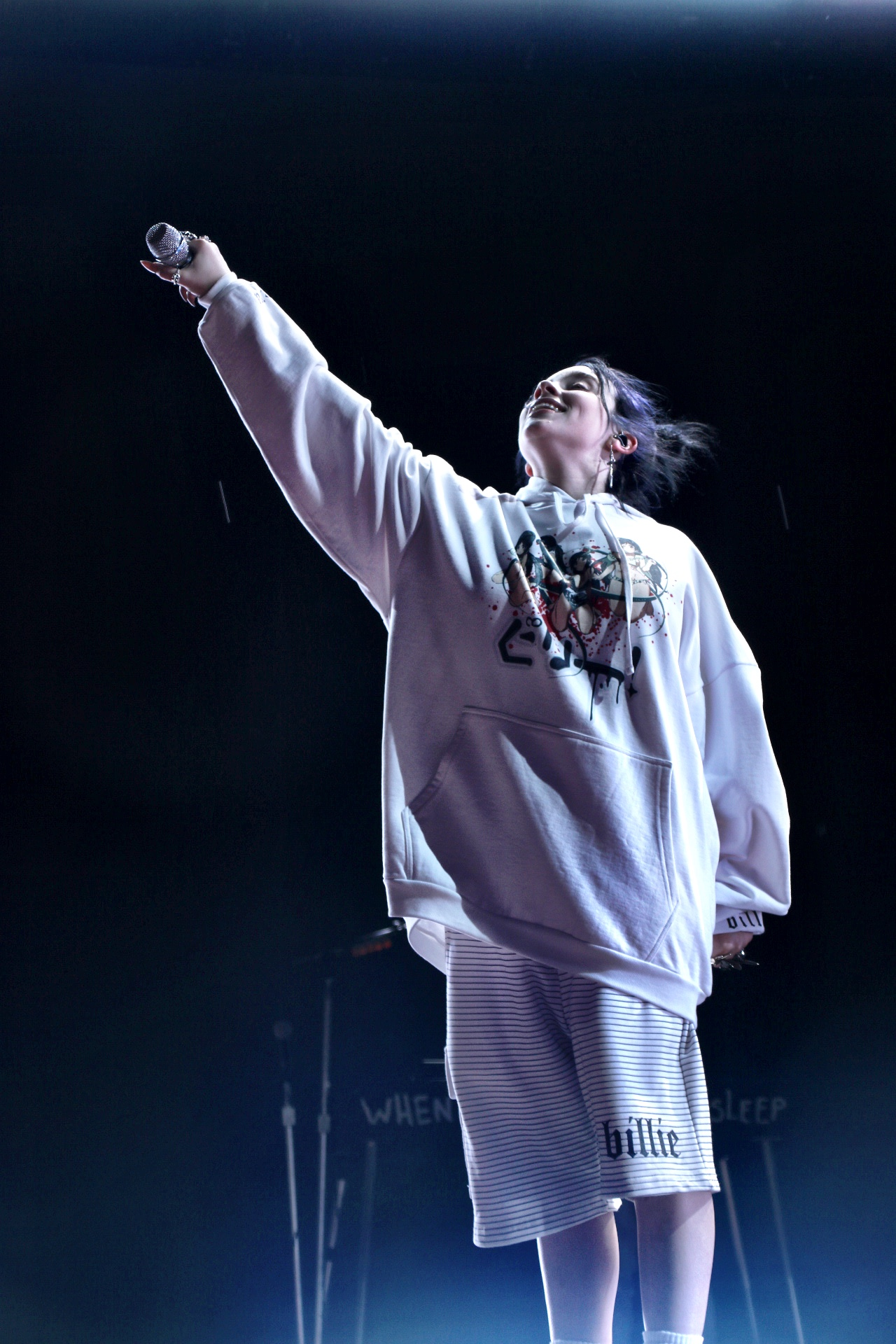
Billie Eilish sur la scène de Coachella en 2019.

| Année | Œuvre                                                    | Récompense                            | Résultat   |
| ----- | -------------------------------------------------------- | ------------------------------------- | ---------- |
| 2019  | Billie Eilish                                            | Nouvel artiste de l'année             | Remportée  |
| 2019  | Billie Eilish                                            | Meilleur artiste - rock alternatif    | Remportée  |
| 2019  | Billie Eilish                                            | Meilleur artiste social               | Nomination |
| 2019  | Billie Eilish                                            | Meilleure artiste féminine - Pop/Rock | Nomination |
| 2019  | Bad Guy - Billie Eilish                                  | Clip de l'année                       | Nomination |
| 2019  | When We All Fall Asleep, Where Do We Go? - Billie Eilish | Meilleur album - Pop/Rock             | Nomination |

### ARIA Music Awards
| Année | Œuvre         | Récompense                     | Résultat   |
| ----- | ------------- | ------------------------------ | ---------- |
| 2019  | Billie Eilish | Meilleur artiste international | Nomination |

### ASCAP pop Music Awards
| Année | Œuvre                   | Récompense                     | Résultat  |
| ----- | ----------------------- | ------------------------------ | --------- |
| 2019  | Billie Eilish & Finneas | "Vanguard (avant-garde) Award" | Remportée |

### BBC Radio 1's Teen Awards
| Année | Œuvre                   | Récompense                          | Résultat   |
| ----- | ----------------------- | ----------------------------------- | ---------- |
| 2018  | Billie Eilish           | Meilleure star des réseaux sociaux  | Nomination |
| 2019  | Billie Eilish           | Meilleur artiste solo international | Nomination |
| 2019  | Bad Guy - Billie Eilish | Meilleur single                     | Nomination |

### MTV Europe Music Awards
| Année | Œuvre                   | Récompense                      | Résultat   |
| ----- | ----------------------- | ------------------------------- | ---------- |
| 2019  | Bad Guy - Billie Eilish | Meilleure chanson               | Remportée  |
| 2019  | Billie Eilish           | Meilleur nouvel artiste         | Remportée  |
| 2019  | Billie Eilish           | Meilleur artiste MTV Push       | Nomination |
| 2019  | Billie Eilish           | Plus grande fanbase             | Nomination |
| 2019  | Billie Eilish           | Meilleur artiste des Ėtats-Unis | Nomination |
| 2019  | Bad Guy - Billie Eilish | Meilleur clip                   | Nomination |

### Kid's Choice Awards
| Année | Œuvre                   | Récompense                | Résultat   |
| ----- | ----------------------- | ------------------------- | ---------- |
| 2019  | Billie Eilish           | Nouvel artiste préféré    | Remportée  |
| 2020  | Bad Guy - Billie Eilish | Chanson préférée          | Remportée  |
| 2020  | Billie Eilish           | Artiste féminine préférée | Nomination |

### Teen choice Awards
| Année | Œuvre                        | Récompense                               | Résultat   |
| ----- | ---------------------------- | ---------------------------------------- | ---------- |
| 2019  | Billie Eilish                | Artiste féminine de l'année              | Remportée  |
| 2019  | Billie Eilish                | Révélation de l'année                    | Remportée  |
| 2019  | Bad Guy - Billie Eilish      | Meilleur single par une artiste féminine | Nomination |
| 2019  | When We All Fall Asleep Tour | Tournée de l'été                         | Nomination |

### People's Choice Awards
| Année | Œuvre                                                    | Récompense                  | Résultat   |
| ----- | -------------------------------------------------------- | --------------------------- | ---------- |
| 2019  | Billie Eilish                                            | Artiste féminine de l'année | Remportée  |
| 2019  | Bad Guy - Billie Eilish                                  | Chanson de l'année          | Nomination |
| 2019  | Bad Guy - Billie Eilish                                  | Clip de l'année             | Nomination |
| 2019  | When We All Fall Asleep, Where Do We Go? - Billie Eilish | Album de l'année            | Nomination |

### Danish Music Awards 2019
| Année | Œuvre                                                    | Récompense          | Résultat  |
| ----- | -------------------------------------------------------- | ------------------- | --------- |
| 2019  | When we All Fall Asleep, Where do We Go? - Billie Eilish | Album international | Remportée |

### Bravo Otto
| Année | Œuvre         | Récompense             | Résultat  |
| ----- | ------------- | ---------------------- | --------- |
| 2019  | Billie Eilish | Chanteur international | Remportée |

### MTV Video Music Awards
| Année | Œuvre                                 | Récompense                  | Résultat   |
| 2019  | Billie Eilish                         | Meilleur nouvel artiste     | Remportée  |
| 2019  | Billie Eilish                         | Artiste MTV push de l'année | Remportée  |
| 2019  | Bad Guy - Billie eilish               | Meilleur montage            | Remportée  |
| 2019  | Bad Guy - Billie eilish               | Vidéo de l'année            | Nomination |
| 2019  | Bad Guy - Billie eilish               | Meilleure chanson pop       | Nomination |
| 2019  | Bad Guy - Billie eilish               | Meilleure direction         | Nomination |
| 2019  | Bad Guy - Billie eilish               | Chanson de l'été            | Nomination |
| 2019  | When the Party's Over - Billie Eilish | Meilleurs effets visuels    | Nomination |
| 2019  | Billie Eilish                         | Artiste de l'année          | Nomination |
| 2019  | Hostage - Billie eilish               | Meilleure cinématographie   | Nomination |

### LOS40 Music Awards
| Année | Œuvre                                                    | Récompense                              | Résultat   |
| ----- | -------------------------------------------------------- | --------------------------------------- | ---------- |
| 2019  | When we All Fall Asleep, Where Do We Go? - Billie Eilish | Album international de l'année          | Remportée  |
| 2019  | Billie Eilish                                            | Nouvel artiste international de l'année | Nomination |
| 2019  | Bad Guy - Billie Eilish                                  | Vidéo internationale de l'année         | Nomination |

### NRJ Music Awards
| Année | Œuvre                   | Récompense                                 | Résultat   |
| ----- | ----------------------- | ------------------------------------------ | ---------- |
| 2019  | Billie Eilish           | Révélation internationale de l'année       | Remporté   |
| 2019  | Bad Guy - Billie Eilish | Clip de l'année                            | Nomination |
| 2020  | Billie Eilish           | Artiste féminine internationale de l'année | Nomination |
| 2021  | Billie Eilish           | Artiste féminine internationale de l'année | Nomination |
| 2024  | Billie Eilish           | Artiste féminine internationale de l'année | Nomination |

### Brit Awards
| Année | Œuvre         | Récompense                          | Résultat |
| ----- | ------------- | ----------------------------------- | -------- |
| 2020  | Billie Eilish | Meilleur artiste solo international | Remporté |
| 2021  | Billie Eilish | Meilleur artiste solo international | Remporté |

### NME Awards
| Année | Œuvre                                                    | Récompense                     | Résultat   |
| ----- | -------------------------------------------------------- | ------------------------------ | ---------- |
| 2020  | Bad Guy - Billie Eilish                                  | Meilleure chanson du monde     | Remporté   |
| 2020  | When We All Fall Asleep, Where Do We Go? - Billie Eilish | Meilleur album du monde        | Nomination |
| 2020  | Billie Eilish                                            | Meilleur artiste solo du monde | Nomination |

### Grammy Awards
| Année | Œuvre                                                    | Récompense                                                           | Résultat   |
| ----- | -------------------------------------------------------- | -------------------------------------------------------------------- | ---------- |
| 2020  | When We All Fall Asleep, Where Do We Go? - Billie Eilish | Album de l'année                                                     | Remporté   |
| 2020  | When We All Fall Asleep, Where Do We Go? - Billie Eilish | Meilleur album vocal pop                                             | Remporté   |
| 2020  | Billie Eilish                                            | Meilleur nouvel artiste                                              | Remporté   |
| 2020  | Bad Guy - Billie Eilish                                  | Chanson de l'année                                                   | Remporté   |
| 2020  | Bad Guy - Billie Eilish                                  | Meilleur enregistrement                                              | Remporté   |
| 2020  | Bad Guy - Billie Eilish                                  | Meilleure performance pop solo                                       | Nomination |
| 2021  | No Time To Die                                           | Meilleure chanson écrite pour un media Visuel (Mourir peut attendre) | Remporté   |
| 2021  | Everything I wanted                                      | Enregistrement de l'année                                            | Remporté   |
| 2021  | Everything I wanted                                      | Meilleure performance pop solo                                       | Nomination |
| 2021  | Everything I wanted                                      | Chanson de l'année                                                   | Nomination |
| 2022  | Happier Than Ever: A Love Letter To Los Angeles          | Meilleur Film musical                                                | Nomination |
| 2022  | Happier Than Ever                                        | Meilleure performance pop solo                                       | Nomination |
| 2022  | Happier Than Ever                                        | Disque de l'année                                                    | Nomination |
| 2022  | Happier Than Ever                                        | Chanson de l'année                                                   | Nomination |
| 2022  | Happier Than Ever                                        | Meilleur clip vidéo                                                  | Nomination |
| 2023  | Nobody Like U (en)                                       | Meilleure chanson écrite pour les médias visuels                     | Nomination |
| 2023  | Billie Eilish Live At The O2                             | Meilleur clip vidéo                                                  | Nomination |
| 2024  | What Was I Made For?                                     | Chanson de l'année                                                   | Remporté   |
| 2024  | What Was I Made For?                                     | Meilleure chanson écrite pour un film                                | Remporté   |
| 2024  | What Was I Made For?                                     | Enregistrement de l'année                                            | Nomination |
| 2024  | What Was I Made For?                                     | Meilleur clip vidéo                                                  | Nomination |
| 2024  | What Was I Made For?                                     | Meilleure prestation pop solo                                        | Nomination |
| 2024  | Never Felt So Alone (en)                                 | Meilleure prestation pop duo                                         | Nomination |
| 2025  | Birds of a Feather                                       | Chanson de l'année                                                   | Nomination |
| 2025  | Birds of a Feather                                       | Meilleur performance pop solo                                        | Nomination |
| 2025  | Birds of a Feather                                       | Enregistrement de l'année                                            | Nomination |
| 2025  | Hit Me Hard and Soft                                     | Album de l'année                                                     | Nomination |
| 2025  | Hit Me Hard and Soft                                     | Meilleure album pop vocal                                            | Nomination |
| 2025  | Guess                                                    | Meilleure prestation pop duo                                         | Nomination |
| 2025  | L'Amour de ma Vie (Over Now Extended Edit)               | Meilleure enregistrement pop danse                                   | Nomination |

### Golden Globes
| Année | Œuvre                 | Récompense                  | Résultat |
| ----- | --------------------- | --------------------------- | -------- |
| 2022  | No Time to Die        | Meilleure chanson originale | Remporté |
| 2024  | What Was I Made For ? | Meilleure chanson originale | Remporté |

### Oscars
| Année | Œuvre                | Récompense                  | Résultat |
| ----- | -------------------- | --------------------------- | -------- |
| 2022  | No Time to Die       | Meilleure chanson originale | Remporté |
| 2024  | What Was I Made For? | Meilleure chanson originale | Remporté |

Lors de la 96e cérémonie des Oscars (2024), Billie Eilish, 22 ans, devient la plus jeune double lauréate d'un Oscar du Cinéma. En effet, ayant gagné un premier Oscar pour No Time to Die dans Mourir peut attendre (No Time to Die) lors de la 94e cérémonie des Oscars en 2022, où elle était alors âgée de 20 ans, elle récidive en 2024 pour What Was I Made For? dans Barbie. En outre, elle a remporté les deux Oscars pour lesquels elle était en compétition. Son frère, Finneas O'Connell, 26 ans, est quant a lui le deuxième plus jeune double lauréat d'un Oscar (pour les mêmes performances que sa sœur).

### SCL awards
| Année | Œuvre                | Récompense                                                                      | Résultat |
| ----- | -------------------- | ------------------------------------------------------------------------------- | -------- |
| 2022  | No Time to Die       | Outstanding Original Song for a Dramatic or Documentary Visual Media Production | Remporté |
| 2024  | What Was I Made For? | Outstanding Original Song for a Comedy or Musical Visual Media Production       | Remporté |